# エルヴィス・プレスリー
エルヴィス・アーロン・プレスリー（Elvis Aron Presley、1935年1月8日 - 1977年8月16日）は、アメリカ合衆国の歌手、俳優。全世界のレコード・カセット・CD等の総売り上げは5億枚以上とされている、史上最も売れた音楽家の一人。「キング・オブ・ロックンロール」と称される。ミドルネームは公文書、サイン共にAronだが、墓石にはAaronと表記されている。

## 概要
1950年代にチャック・ベリーやファッツ・ドミノ、リトル・リチャード、カール・パーキンス、ジェリー・リー・ルイス、ビル・ヘイリーら と共にロック・アンド・ロール（ロックンロール）の誕生と普及に大きく貢献した、いわゆる創始者の一人であり、後進のアーティストに多大なる影響を与えた。その功績からキング・オブ・ロックンロールまたはキングと称され、ギネス世界記録では「史上最も成功したソロ・アーティスト」として認定されている。1950年代に、アメリカやイギリスをはじめとする多くの若者をロックンロールによって熱狂させ、それは20世紀後半のポピュラー音楽の中で、最初の大きなムーブメントを引き起こした。また、極貧の幼少時代から一気にスーパースターにまで上り詰めたことから、アメリカンドリームの象徴であるとされる。ジョン・レノン、ボブ・ディラン、ポール・マッカートニー、ボブ・シーガー、フレディ・マーキュリー、テリー・スタッフォードなど、多くのロック、ポップのミュージシャンたちが憧れたことでも知られる（下段・フォロワーを参照）。
初期のプレスリーのロカビリー・スタイルは、黒人の音楽であるブルースやリズムアンドブルースと白人の音楽であるカントリー・アンド・ウェスタンを融合した音楽であるといわれている。それは深刻な人種問題を抱えていた当時のアメリカでは画期的なことであった。
その後全国的な人気を得たが、白人社会だった当時は保守層から「プレスリーはセックス狂」や「彼は白人を黒人に陥れる」など、凄まじい批判を受けた。「ロックンロールが青少年の非行の原因だ」と中傷され、「骨盤ダンス」も問題となり、PTAはテレビ放送の禁止要求を行うなど、様々な批判、中傷の的になった。KWK FM & AMラジオではプレスリーのレコード（「ハウンドドッグ」）を叩き割り、「ロックンロールとは絶縁だ」と放送。さらにフロリダの演奏では、下半身を動かすなとPTAやYMCAに言われ小指を動かして歌った。この時には警官がショーを撮影し、下半身を動かすと逮捕されることになっていた。
そんな激しい批判の中でもプレスリーは激しいパフォーマンスをやめず、若者を釘付けにしていった。当時プレスリーは、自身に影響を与えた黒人アーティストのリスペクトを、インタビューなどで公に答えており、「ロックンロールが非行の原因になるとは思わない」とも答えている。また、プレスリーは自身のロックンロールについて「セクシーにしようとは思ってないさ。自分を表現する方法なんだ」「俺は人々に悪影響を与えてるとは思わない。もしそう思ったら、俺はトラック運転手に戻るよ。本気でそう思ってるんだ」と答えている。
プレスリーの音楽によって多くの人々が初めてロックンロールに触れ、ロックンロールは一気にメジャーなものとなった。また、いままで音楽を聞かなかった若年層（特に若い女性）が、音楽を積極的に聞くようになり、ほぼ同時期に普及した安価なテレビジョンやレコードプレーヤーとともに音楽消費を増加させる原動力になった。さらに、音楽だけでなくファッションや髪型などの流行も若者たちの間に芽生え、若者文化が台頭した。晩年はその活動をショーやコンサート中心に移した。1977年8月16日、自宅であるグレイスランドにて42歳の若さで死去した。
プレスリーの記録は多数あり、例えば、最も成功したソロアーティスト、最多ヒットシングル記録（151回）、1日で最もレコードを売り上げたアーティスト（死の翌日）等がギネス世界記録によって認定されている。「ローリング・ストーンの選ぶ歴史上最も偉大な100人のシンガー」において第3位。「ローリング・ストーンの選ぶ歴史上最も偉大な100組のアーティスト」において第3位。「Q誌の選ぶ歴史上最も偉大な100人のシンガー」において第1位。

## 経歴

### 生い立ち
プレスリーは1935年1月8日、ミシシッピ州テュペロの小さな家（トイレも水道も無い掘立小屋）で生まれた。父ヴァーノン・エルヴィス・プレスリー（1916 - 1979）、母グラディス・ラブ・プレスリー（1912 - 1958）の3人家族であった（プレスリーには双子の兄弟ジェシー・ガーロン・プレスリーがいたが、誕生時に死亡している）。父ヴァーノンが不渡小切手で服役するなど極貧生活を強いられるも、両親はプレスリーを大事に育てた。
敬虔なキリスト教プロテスタント (ペンテコステ派)の家庭に育ったプレスリーは、9歳の時に洗礼を受けた。11歳の誕生日にはライフルを欲しがったが、当然母親に却下され、代わりにアコースティック・ギターを買い与えられた。これを機に自宅の地下洗濯部屋でギターを練習し、音楽に傾倒していった。
1948年、プレスリーが13歳の時に一家はテネシー州メンフィスへと引っ越し、下宿生活を経て1949年にメンフィスにあるロウダーデール・コート公営住宅に転居した。メンフィスには非常に貧しい黒人の労働者階級が多かったため、プレスリーは黒人の音楽を日常的に聴いて育ち、エリス公会堂で行われていたゴスペルのショーも欠かさずに観に行っていた。毎回欠かさず観に来ていたプレスリーは、ある日入場料を支払えないため1度欠席した。これに気を留めたのがJ.D.サムナーで「じゃあ次回からは楽屋口から入るといいよ」と告げ、以降は無料でショーを観ることができた（1970年代の公演ではJ.D.サムナー＆ザ・スタンプス・カルテットをコーラス隊として迎えている）。このことが後のプレスリーの音楽性に大きな影響を与えたとされる。高等学校を卒業したプレスリーは、精密金型製造会社に就職した後、クラウン・エレクトリック社に転職してトラック運転手として働いていた。

### サン・レコード時代

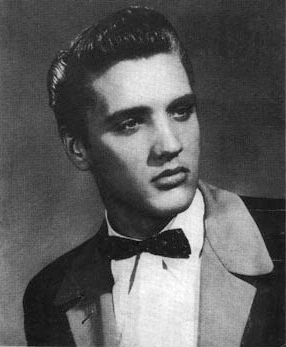
サン・レコード時代のエルヴィス（1954年）

1953年夏、プレスリーはメンフィスのサン・スタジオで最初の両面デモ・アセテート盤を録音するため4ドルを支払った。収録曲は当時のポピュラーなバラード “My Happiness” と “That’s When Your Heartaches Begin” であった。
サン・レコードの創業者サム・フィリップスとアシスタントのマリオン・ケイスカーはその録音を聞き、プレスリーの才能を感じた。そして1954年6月に行方不明となった歌手の代理としてプレスリーを呼んだ。セッションは実り多いものであったかは分からなかったが、フィリップスは地元のミュージシャン、スコティ・ムーア、ビル・ブラックと共にプレスリーを売り出すこととした。プレスリーは最初「The Hillbilly Cat（田舎者の猫）」という名前で歌手活動を始めたが、その後歌いながら腰を揺らすその歌唱スタイルから、（彼に批判的な人々から）「Elvis the Pelvis（骨盤のエルヴィス）」と呼ばれた。
1954年7月5日のリハーサル休憩中、プレスリーは“That’s All Right, Mama” を歌い始めた。即興演奏ではあったが、プレスリーが適所を得たかもしれないと考えたフィリップスは録音を始め、不在だったドラマーの代わりにベースを演奏させた。B面として“Blue Moon of Kentucky”を収録した同曲のシングルは、WHBQラジオが放送した2日後に、メンフィスでの局所的なヒットとなった。ラジオを聴いた人々はプレスリーを黒人歌手だと勘違いしていたという。
プレスリーが公演を始めると、その評判はテネシー州中に広まった。しかし「初舞台の時には死ぬほど緊張した。観客の声が怖かったんだ」との言葉も残っているように、プレスリーの自信は高くなかった。また、白人プロモーターから「黒人娘（コーラスを務めた“ザ・スウィート・インスピレーションズ”の事を言ったものだが、実際には更に差別的な言い方であった）は連れてこないでくれ」と連絡を受けることが度々あった。プレスリーはその要望を拒否し、後に謝罪と多額の慰謝料を差し出されるも拒絶した。
この逸話から分かるように、公民権法が施行される前の1950年代のアメリカ音楽業界にも人種隔離が多く残っていた。当時の黒人ロックンロール歌手によるヒット曲も、パット・ブーンら白人歌手によるカバー版が白人向けの商品として宣伝され、ラジオなどで放送される傾向にあった。たとえ同じ歌を同じ編曲で歌ったとしても、黒人が歌えばリズム・アンド・ブルースに、白人が歌えばカントリー・アンド・ウェスタンに分類されることが常識だった。プレスリーは、このような状況にあって黒人のように歌うことができる白人歌手として注目された。
サンとの契約下でプレスリーは5枚のシングルを発売した。
- “That’s All Right / Blue Moon Of Kentucky” - Sun 209, 1954年7月19日
- “Good Rockin’ Tonight / I Don’t Care if the Sun Don't Shine” - Sun 210, 1954年9月25日
- “Milkcow Blues Boogie / You’re A Heartbreaker” - Sun 215, 1954年12月28日
- “Baby Let’s Play House / I’m Left, You’re Right, She’s Gone” - Sun 217, 1955年4月10日
- “Mystery Train / I Forgot To Remember To Forget” - Sun 223, 1955年8月6日

「ザッツ・オールライト」はビッグボーイ・クルーダップ（アーサー・クルーダップ）のカバーである。多くはリズム・アンド・ブルース、またはカントリー・アンド・ウェスタンのヒット曲のカバーであった。レーベルには「エルヴィス・プレスリー、スコティー・アンド・ビル」とクレジットされた。10曲の中で最短の曲は1分55秒、最長のもので2分38秒である。
既に他の歌手のマネージャーとして活動していたトム・パーカー（通称・パーカー大佐）は、プレスリーの先進性を聞きつけると彼に接触、マネージャーに就任した。1955年8月18日にプレスリーの両親はパーカーとの契約書に署名し、サンとの関係を終了した。

### RCAとの契約

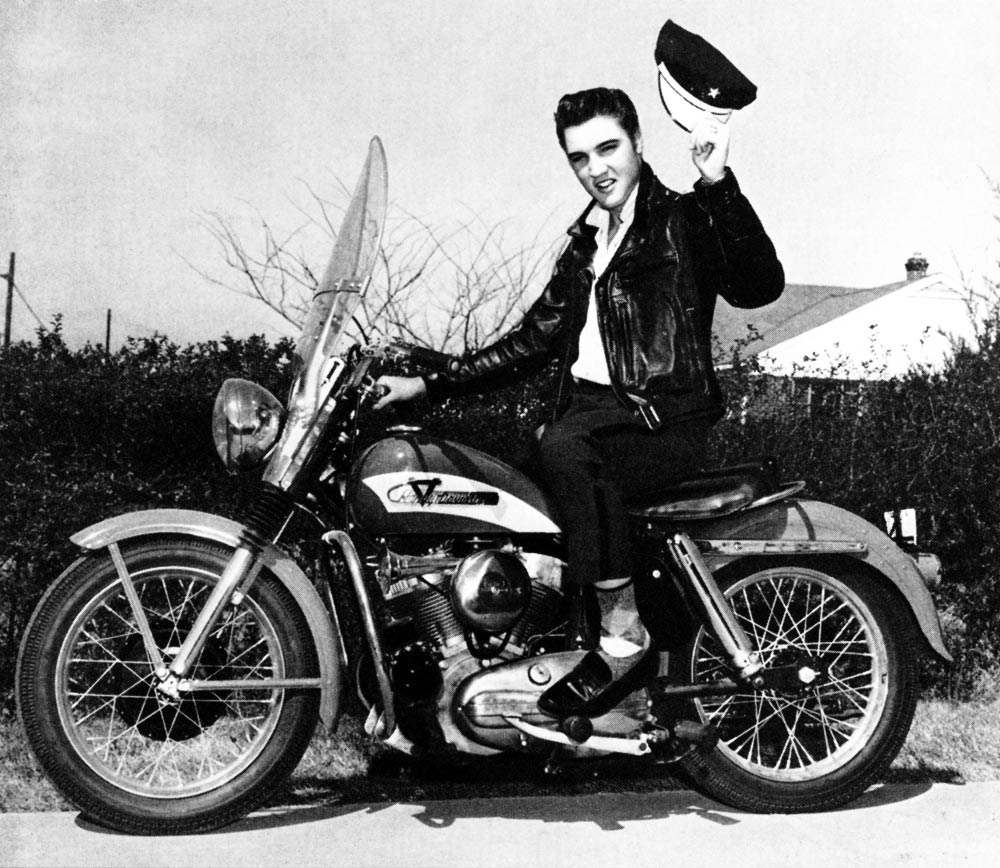
ハーレー・ダビッドソンに乗るエルヴィス（1956年）

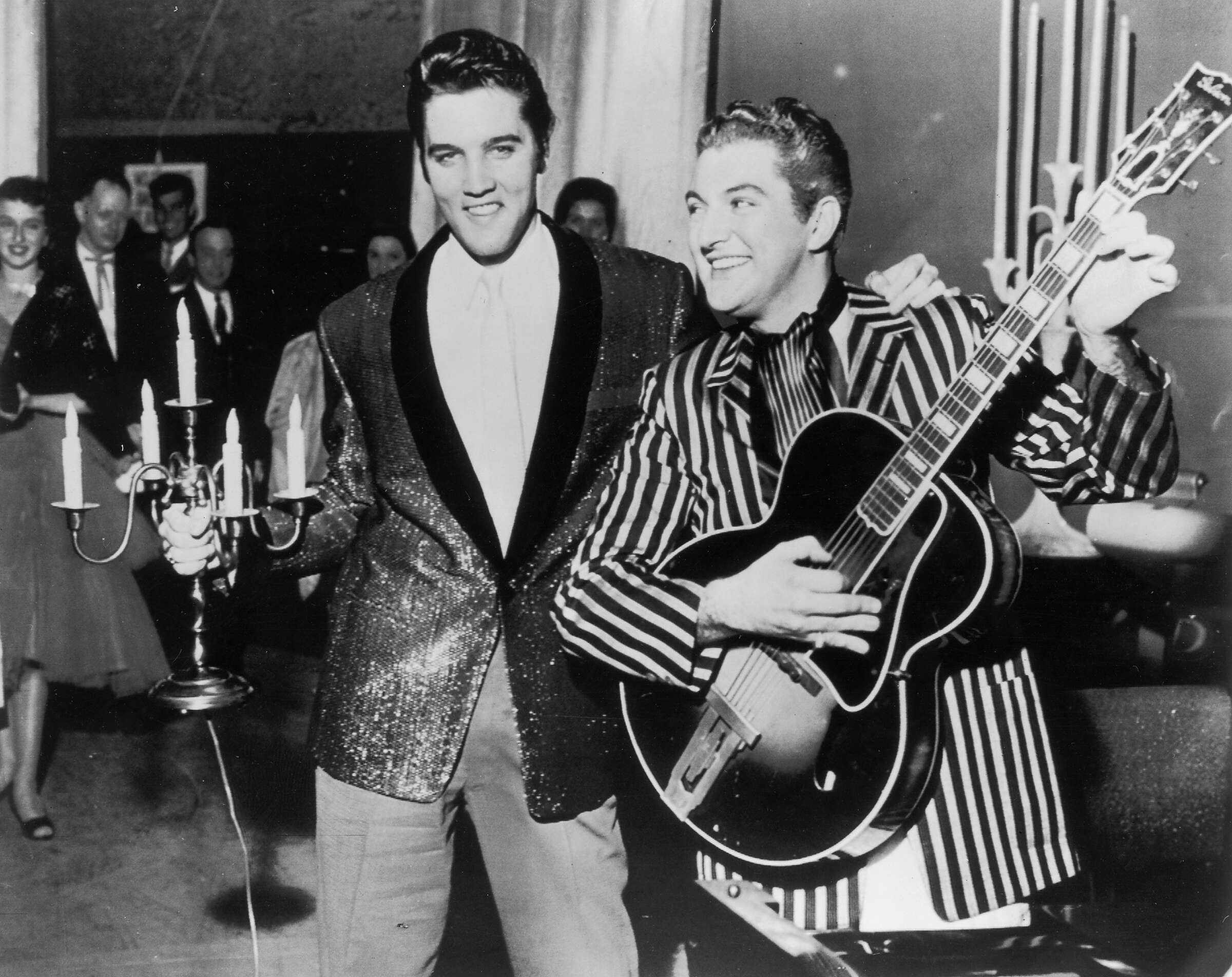
リベラーチェとエルヴィス（1956年）

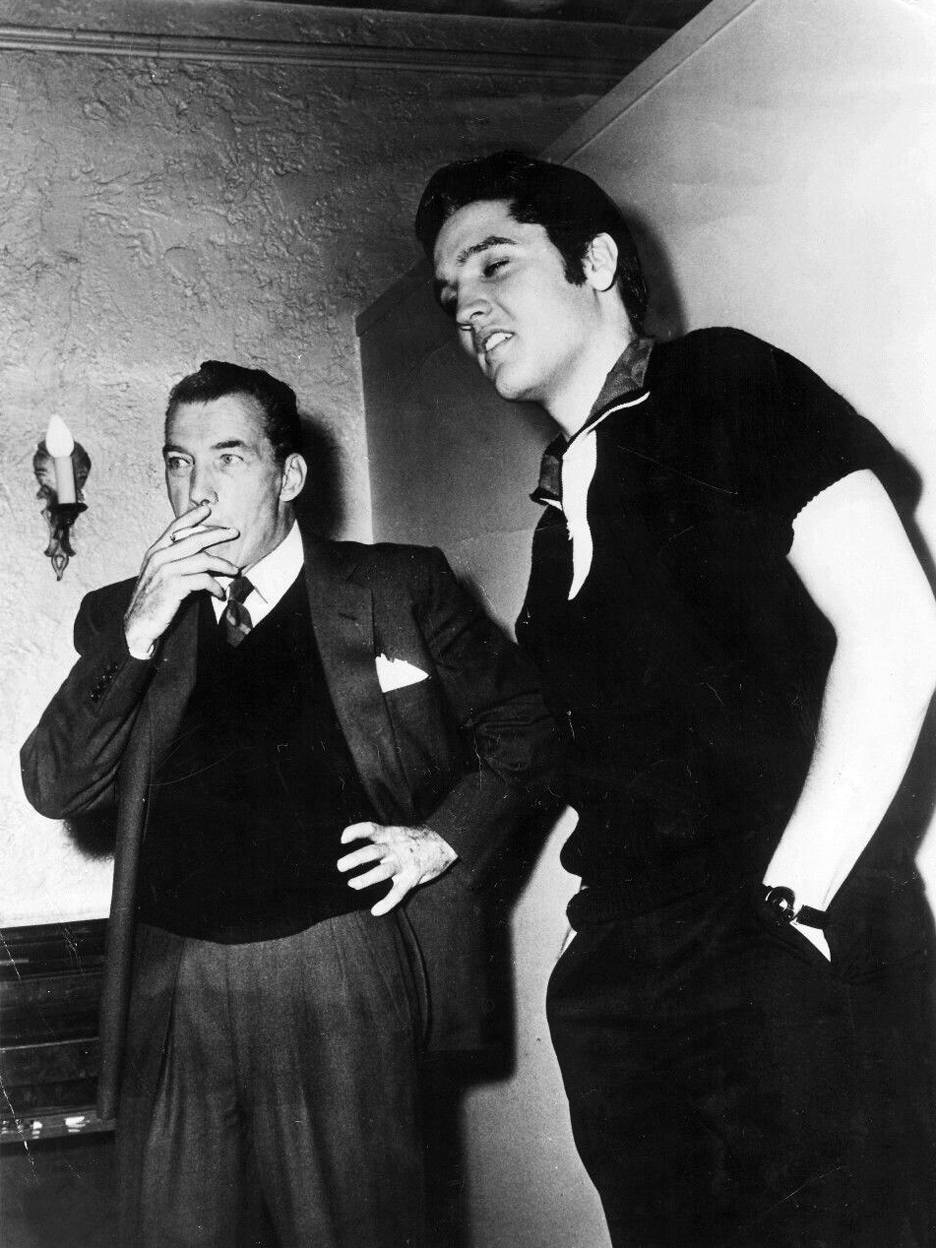
エド・サリヴァンとエルヴィス（1956年）

プレスリーは1955年11月21日にRCAビクターと契約した。1956年1月28日に「CBS-TVトミー・ドーシー・ステージ・ショー」にてテレビに初出演し、黒人のR&Bを歌った。そこでプレスリーは白人らしからぬパフォーマンスを披露したが、これに対して各地のPTAや宗教団体から激しい非難を受けた。一方でプレスリーは若年層を中心に多数のファンを集めるようになった。
1956年1月27日に第6弾シングル “Heartbreak Hotel / I Was the One” が発売され、1956年4月にチャートの1位に達した。Heartbreak Hotel はその後数多く登場したミュージシャンに多大な影響を与えた。
録音のため、1950年代はニューヨーク州ニューヨークにあるRCAスタジオを利用したことがあったが、後の主演映画の挿入歌を除き、録音に最も利用されたのはテネシー州ナッシュヴィルにあるRCAスタジオBである。しかし、1972年以降は、カリフォルニア州ロサンゼルスハリウッドにあるRCAスタジオやメンフィスのスタジオを利用した。1976年になると、RCAの社員がプレスリーの自宅（グレイスランド、ジャングルルーム）に録音機材を持ち込んで録音を行った。
後年のプレスリーが録音自体に関心を示さなくなったのは、RCAのミキシングやアレンジが彼の意向にそぐわなかったことや良質な楽曲がなくなったこと、コーラスがプレスリーの要求にこたえられなかったこと、体調不良など様々な理由があった。
プレスリーは一発撮りと呼ばれる1テイク完成型のスタジオ・ライブ形式の録音にこだわった（いくつかのテイクをつなぎ合わせて一つの曲として発表する形式やパートごとの別録りといった選択肢もあったが、プレスリーはそれを嫌った。現在まで発表された曲数が700以上ある中で、そのような形式で発表した曲は少ない）。そのため、プレスリーの死去後、現在までに発見された様々な未発表テイクの中には、発表されたテイクと違った趣向のものもある。後年、録音に関心がなくなった頃には体調不良を訴え、「歌のレコーディングは後で必ずするからミュージックだけ録音しておいてくれ」と言うこともあったが、概ねそれは実現しなかった。
1956年12月4日、プレスリーはカール・パーキンス、ジェリー・リー・ルイスが滞在していたサン・レコードに赴き、彼らとジャム・セッションを行なった。フィリップスにはもうプレスリーの楽曲を発売する権利はなかったが、このセッションを録音した。ジョニー・キャッシュも共演していたと長い間考えられていたが、フィリップスが撮らせた写真でしか確認することができない。このセッションは伝説的な『ミリオン・ダラー・カルテット』と呼ばれるようになった。年末の『ウォール・ストリート・ジャーナル』一面で、プレスリー関連商品が2千2百万ドルを売り上げ、レコード売上が国内1位であることを報じられた。また『ビルボード』誌で100位以内に到達した曲数が史上最高となった。音楽業界最大手の1つであるRCAでの最初の1年間、RCAのレコード売上の半数がプレスリーのものであった。

### エド・サリヴァン・ショー
当時のアメリカの人気音楽番組『エド・サリヴァン・ショー』には、1956年9月と10月、1957年1月と短期間に3回出演した。なお、広い視聴者層を持つ国民的番組であるため、保守的な視聴者の抗議を配慮した番組関係者が、プレスリーにジャケットを着用させ、意図的にプレスリーの上半身だけを撮影したと伝えられている。
上記の様なやり取りがあったものの、司会者のエド・サリヴァンが「このエルヴィス・プレスリーはすばらしい青年です」と紹介したことから、プレスリーへの批判は鎮静化した。また同番組がアメリカ全土への宣伝に大きく役立ったと言われている。

### 軍歴

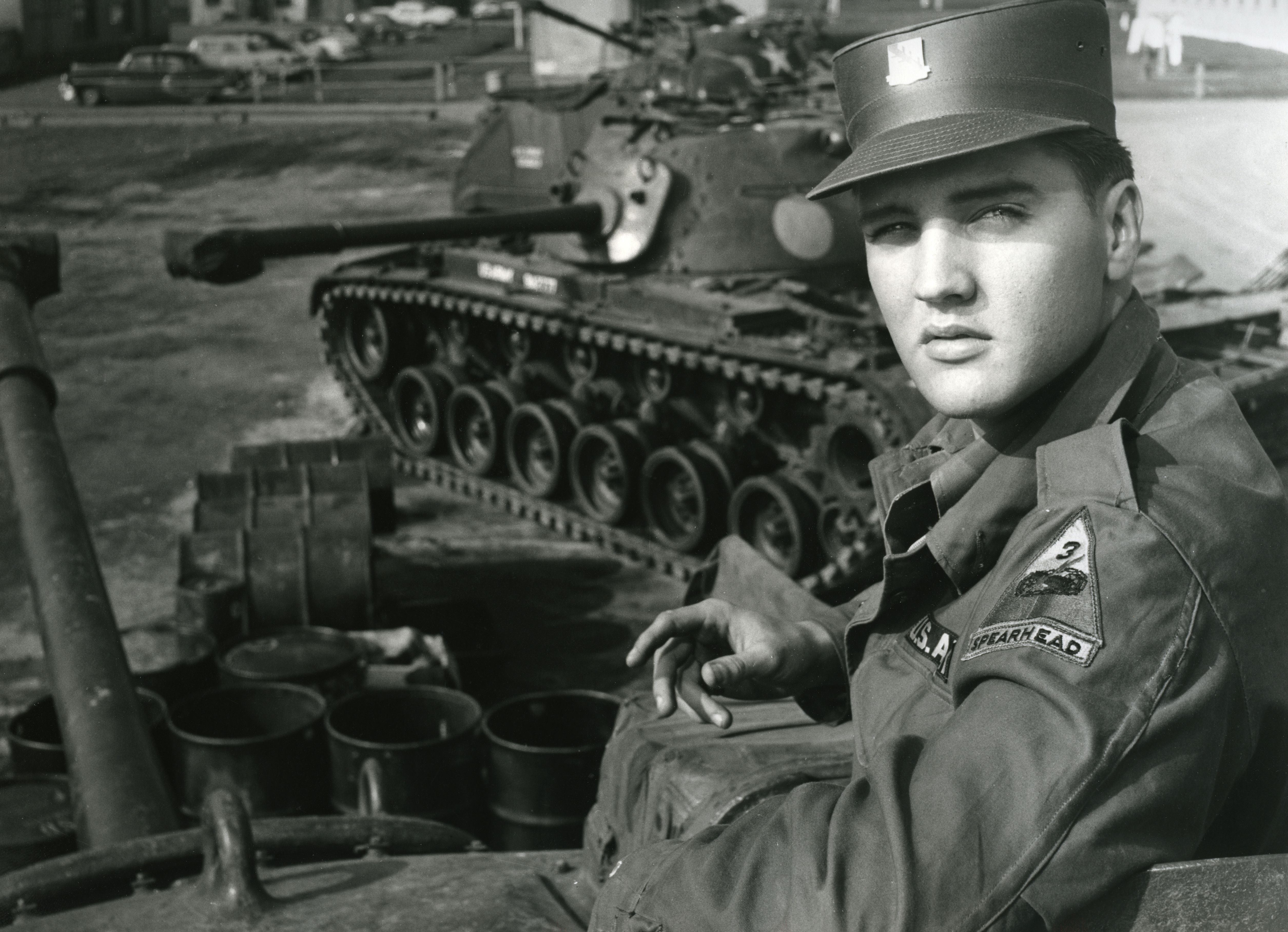
陸軍に勤務していた頃のプレスリー

1958年1月20日に、プレスリーはアメリカ陸軍への徴兵通知を受けた。当時のアメリカは徴兵制度を施行しており、陸軍は2年間の徴兵期間を設けていた。プレスリーは、スター用の特例任務に就かず、ほかと変わらぬ普通の一兵士として西ドイツにあるアメリカ陸軍基地で勤務し、1960年3月5日に満期除隊した。パーカー大佐は、「少しでも優遇措置を受ければ、批判は避けられない」とプレスリーを説得した。これにより、彼に否定的だった国民からも好意的に見られるようになった。
徴兵命令が来た際、プレスリーは映画『闇に響く声』を撮影中で、入営を少し延期しなければならなかった。徴兵局は入営の延期を要請したパラマウントに対し、プレスリーの出頭を求めた。翌日、プレスリーは徴兵局へ赴き、延期を申し入れた。
1958年8月11日、機甲科向けの専門教育を受けていたプレスリーは、すでに体調を崩していた母グラディスが緊急入院したとの知らせを受けた。上官はプレスリーからの外出申請をいったんは却下したが、8月12日に外出を許可した。グラディスは8月14日に亡くなり、翌15日に葬儀が営まれた。再び帰営する際、プレスリーはグラディスの部屋を生前の状態に保つよう言い残している。
プレスリーは西ドイツに駐留する第32機甲連隊に配属され、第1中戦車大隊の本部管理中隊で勤務した。同地では松濤舘空手を学び、軍曹まで昇進した(空手8段と言われることがあるが、実際には空手ではなく、除隊後にトレーニングした韓国人のカン・リー道場での最終段位であり、空手道とは関係がない。公開されている免状には韓国国旗とアメリカ国旗があしらわれている)。また在籍中、軍の病院において扁桃腺炎と診断された。その際、医師は声の変調を恐れて、扁桃腺の切除手術は行わなかったが、プレスリーは回復した。
1960年3月2日、プレスリーは除隊し、帰国の途に就いた。途中スコットランドを経由しているが、これが彼にとって唯一のイギリス滞在となった。プレスリーは3月3日の朝に帰国して大勢のファンに迎えられ、5日に名誉除隊を果たした。

### 映画出演

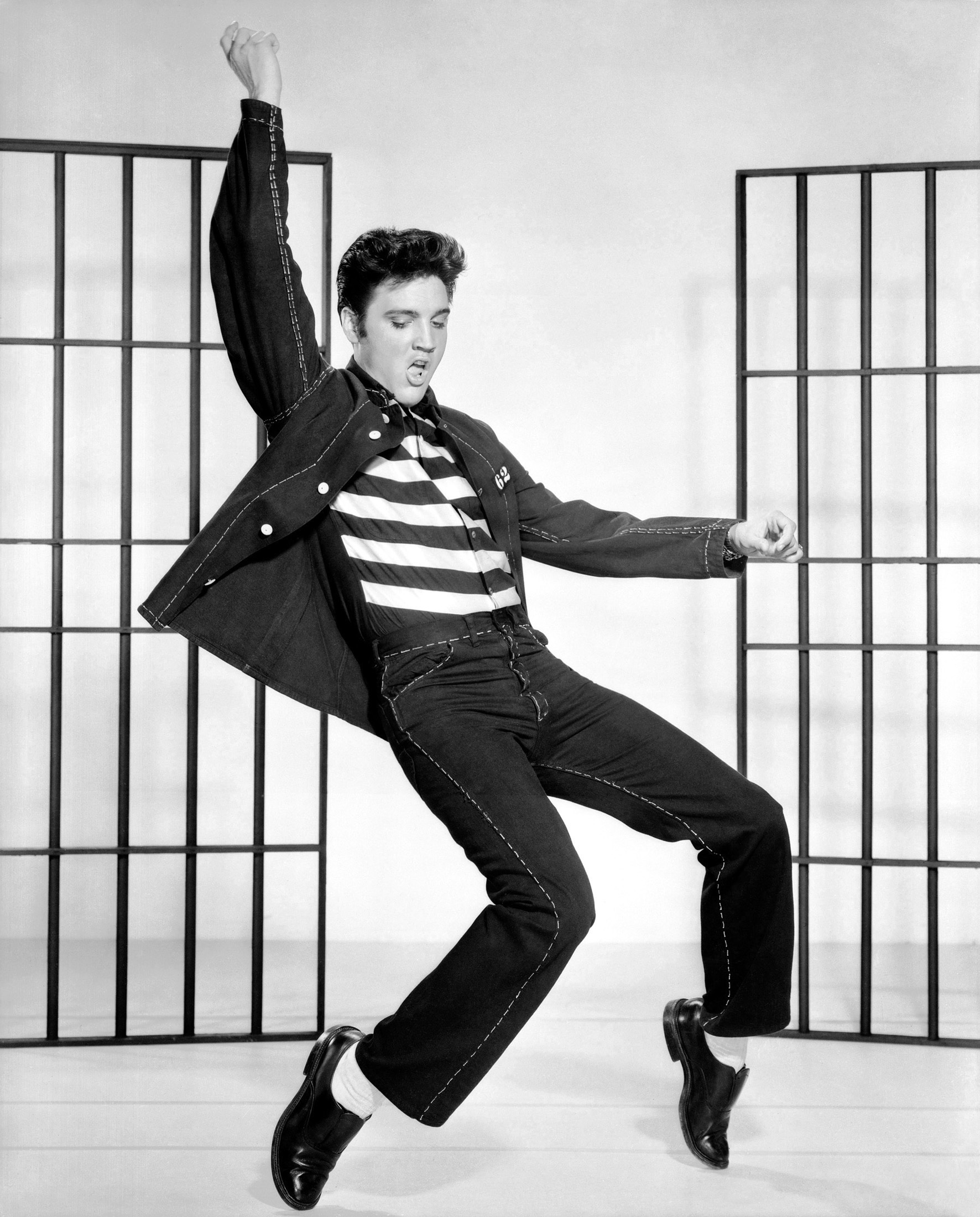
『監獄ロック』（1957年）

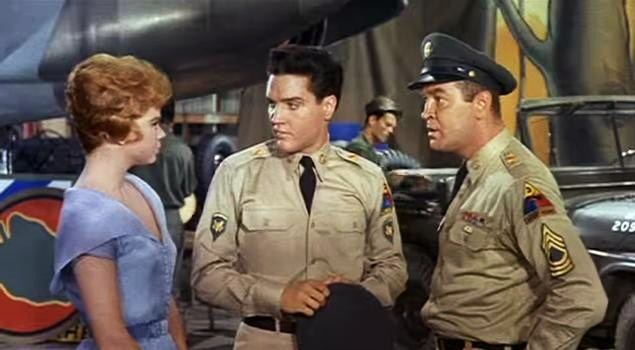
『G.Iブルース』（1960年）

プレスリーが歌手として有名になっていくにつれて、映画配給会社数社から出演依頼が届くようになった。プレスリーは大変喜び、劇場に通い演技を独学で勉強した。パーカー大佐はプレスリーを主演にさせるべく、初の映画に20世紀FOX配給「Rino Brothers」を選んだ。プレスリーはシリアスな演技派を目指していた為、映画内での歌には興味がないと公言していたが、結局パーカー大佐の要請で4曲も歌う羽目になりタイトルも「Love Me Tender」に変更されて公開された。
陸軍入隊前までの1958年までに4作の映画が製作されたが、いずれも挿入歌ありの主演映画に終始し、おまけに映画挿入歌を収めたアルバムが好評だったため、当時のショウビジネスの世界に新たなビジネスの形態を作り出した。1960年に陸軍除隊すると直ちに『GIブルース』が製作され、同名の主題歌とともにヒットした。
パーカー大佐は配給会社数社と長期に渡り出演契約を結んだ為、1969年まで1年に3本のペースで27本もの映画の製作が行われ、活動の拠点をハリウッドに移さざるをえなかった。おおよその映画は制作費を抑えた挿入歌アルバム付きのものが多く、「G.I.ブルース」、「ブルー・ハワイ」等は話題にはなったが、プレスリーの映画は全体的に評価が低い。
初期の数作品は比較的しっかりした脚本で制作され、エルヴィスをはじめスタッフも真剣に取り組んでいたという。「監獄ロック」は公開当時は賛否両論あったものの、現在はアメリカ国立フィルム登録簿に登録され、ミュージカル映画の傑作とされている。特に「闇に響く声 King Creole」は大ヒットはしなかったが、「カサブランカ」で有名なマイケル・カーティスが監督した真摯な内容とエルヴィスの演技は高く評価され、エルヴィスは自身の主演映画の中で最も気に入っていると語っていた。しかしエルヴィスの兵役からの復帰以降は彼の人気にあやかっただけの中身のない安直な映画ばかりが量産されることになり、特に「ハレム万才」はわずか1週間で撮影された粗悪な内容だったため、ゴールデンラズベリー賞創設者であるジョン・J・B・ウィルソンは著書で「これまでに作られた最も楽しく最悪な100の映画」の1つに選んでいる。一方で「ラスベガス万才」は後期の作品の中では高い評価を得ており、スティーヴン・スピルバーグはお気に入りの映画だと語っている。
結局、1956年から1969年まで計31本の映画が公開された中で、プレスリーが臨んだ（主題歌以外の）歌のない映画は、1969年公開の「Charro!（殺し屋の烙印）」のみであった。この映画が製作された頃のプレスリーは1960年代初期と違い、映画への意欲が薄らいでいた時期ではあった（1968年のカムバックを経て、残った契約の消化を急いでいた）が、久しぶりに前向きに臨んだ西部劇で役作りの為にあごひげまではやし撮影された。しかし、プレスリーの主演映画に対する世間の注目を集められなかったこと、脚本の質が低かったことなどが原因で映画の興行成績は振るわなかった。また一度に10本分の出演契約を結ぶなど、パーカー大佐による強引な活動もプレスリーを疲弊させた。
そういう状況の中、ミュージカル映画の枠に留まっていたこと、低質な脚本、また、プレスリーが拘った場面がカットされたことなどにより、プレスリーは映画出演への不満を募らせていた。1960年代後半には歌手活動を再開させた。
歌手活動の本格再開後も、1970年8月のラスベガス公演やリハーサル風景を収めたドキュメンタリー映画「Elvis: That’s the Way It Is（エルヴィス・オン・ステージ）」や1972年4月のコンサート・ツアーの模様を収めたドキュメンタリー映画「ELVIS On Tour（エルヴィス・オン・ツアー）」が製作され、好評を博した。それ以降は映画の公開はなかったが、プレスリーの死後の1981年には、ほとんどを生前の映像等で構成したライフ・ストーリー的映画「This Is ELVIS」が公開された。これらを合わせると、プレスリーが主演した映画は計34本となる。
1974年8月19日に、ラスベガス公演中のプレスリーの楽屋をバーブラ・ストライザンドが訪れた。バーブラは自らが主演する映画「A Star Is Born（スター誕生）」での共演をプレスリーに依頼し、プレスリー自身も非常に乗り気だったと伝えられているが、後日パーカー大佐が出演料を理由に断った。
1970年代半ば、プレスリー自身が起案し出演する空手家が主人公の映画の撮影を行ったが、完成することはなかった。理由の一つとして、プレスリーの体調が悪くなることが多く空手を続けられる状況ではなくなり、空手自体をやめてしまったことが挙げられる。ちなみに、空手の後の太り始めた頃からの趣味はラケットボールで、医師からの勧めで始めた。プレスリーは自宅であるグレイスランドの敷地内に専用コートを建てた。亡くなる1977年8月16日の早朝も友人たちとプレーし、汗を流した。

### ビートルズとの会見
プレスリーとビートルズは直接的な接点を持たなかったが、両者は1965年8月27日、ロサンゼルスのプレスリーの邸宅で一度きりの会見を果たした。ビートルズのマネージャーであるブライアン・エプスタインとパーカー大佐の間での「極秘の打ち合わせ」という名目でビートルズはロサンゼルスに赴いたが、情報が漏洩したことで自宅周辺には人々が集まった。
この会見はビートルズのメンバー達や関係者達の証言の食い違いがあり、様々な諸説がある。通説ではメンバーのジョン・レノン、ポール・マッカートニー、ジョージ・ハリスン、リンゴ・スターは平静を装いながらも、心を躍らせて部屋に入った。そこでプレスリーはテレビを見ながらベースを演奏してくつろいでいた。感激した4人は呆然としてしまった。気まずい沈黙とぎこちない会話の後、プレスリーが「一晩中俺を見てるだけなら俺はもう寝るぜ？せっかく演奏ができると思って待ってたのにさ」と発言したため、即興演奏が始まった。プレスリーはベースを演奏し、レノンとハリスンはギター、マッカートニーはピアノを演奏した。スターはドラムキットが無かったため演奏しておらずビリヤードやサッカーを楽しんでいたという。
ビートルズの友人でもある記者のクリス・ハッチンスによれば、レノンがプレスリー宅のラウンジに入った時、テーブルランプの「リンドン・Ｂ・ジョンソン大統領と共に」というメッセージが刻まれたワゴンの模型を見つけた。その瞬間レノンは大統領を侮辱する態度をとり、プレスリーは困って苦笑いしていたという。プレスリーの妻だったプリシラによれば「ビートルズが入ってきたとき、エルヴィスはソファでリラックスしながらテレビを見ていました。両者とも最初は多少の沈黙とぎこちない会話の後、エルヴィスがベースを取り出してチャーリー・リッチの曲を弾き始めました。突然、ビートルズとエルヴィスのジャムセッションが始まりました」と語っている。
ビートルズの広報担当者でもあるトニー・バロウは「プレスリーとビートルズは奇妙な沈黙が多く、いくつかぎこちない会話をした。最初に口を開いたのはジョンで、最近はなぜ映画でソフトなバラードばかりを歌ってるの？ロックンロールはどうしたのと質問してた。会話は上手くいかなかったけど、プレスリーが楽器を用意して、素晴らしいセッションが始まった。彼等が演奏した全ての曲は覚えてないけど、その内の１つは『I Feel Fine』だった事は覚えてるよ。リンゴは木製の家具を叩いてバックビートを鳴らしてた。それは素晴らしいセッションだったよ」と語っている。
「君たちのレコードは全部持ってるよ」と述べたプレスリーに対しレノンは「僕はあなたのレコードは1枚も持ってないけどね」と発言し、部屋は重い雰囲気に満ちた。これはレノンの過激な冗談だったとも言われている。この会見は成功したとは言えないものだったが、ビートルズは忘れられない夜だったと語っている。プレスリーのロードマネジャーであるジョー・エスポジートによれば、「プレスリーは面会の後もビートルズに敬意を払っていた」と語っている。レノンはプレスリーの関係者に「エルヴィスがいなければ今の自分はいない」と伝えるよう頼んだという。
後にプレスリーはマッカートニーやハリスンの曲をカバーしているが、レノンの曲は取り上げていない。（ただしビートルズもプレスリーのカバーを正式には残していない）しかしプレスリーの側近であるジェリーシリングによると、プレスリーはレノンがリードボーカルを担当する初期ビートルズの曲も好んでいた。プレスリーは｢ハード・デイズ・ナイト｣を特に気に入っていたという。しかし、薬物を題材にした楽曲は嫌っていたと側近は語っている。プレスリーはビートルズとの会見の後にも公にビートルズを賞賛している。1969年、プレスリーは記者に「彼らはとても面白くて、とても実験的だ。特に彼らが『 I Saw Her Standing There』辺りを歌ってた頃が好きだったな」と語った。公演でも「ビートルズやドアーズなど、新しいバンドが本当に好きだ」と語っている。

### 結婚と離婚

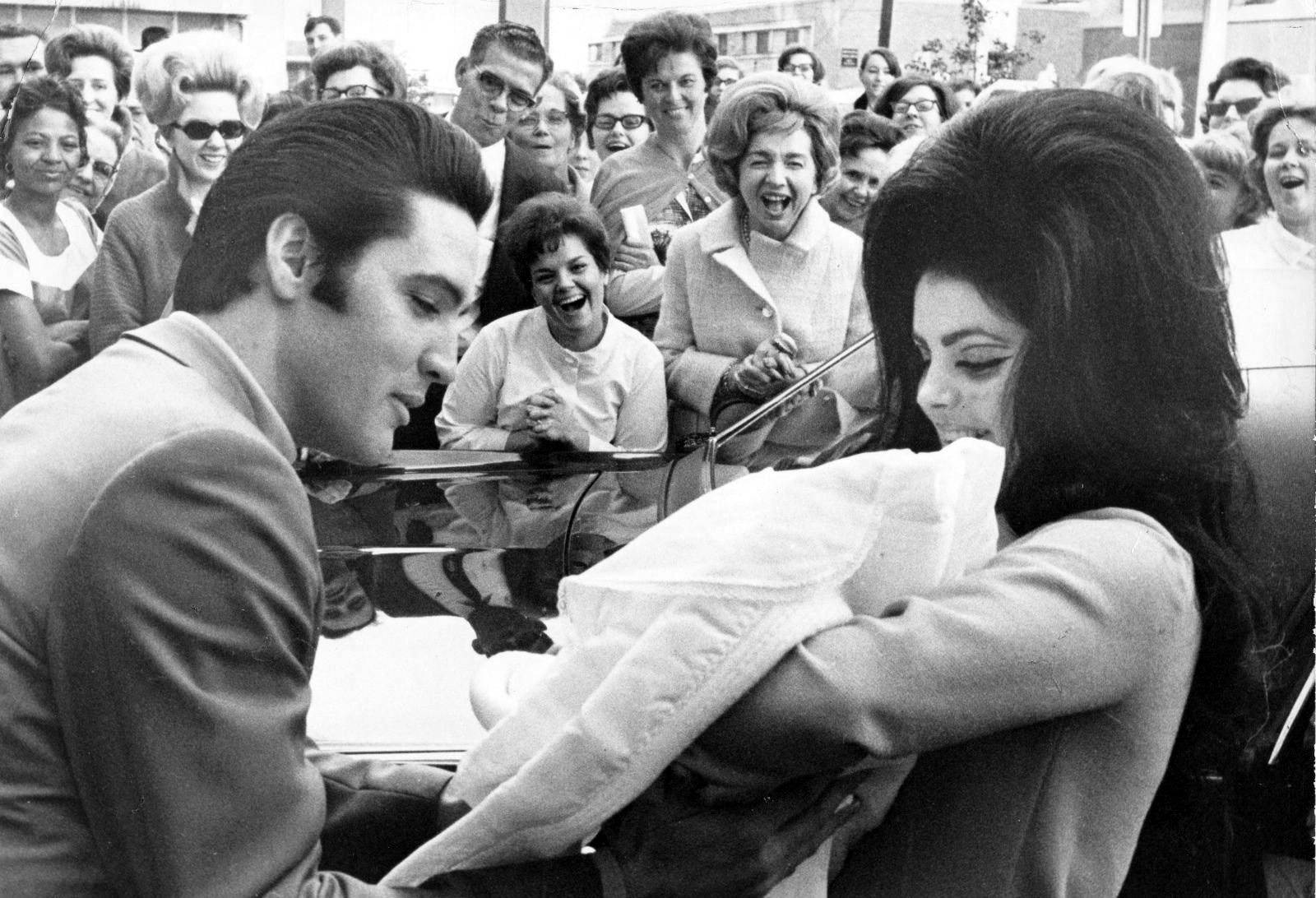
リサを抱くプリシラとエルヴィス（1968年）

1967年5月1日、ネバダ州ラスベガスのアラジン・ホテルでプリシラ・アン・ボーリューと結婚。プリシラはプレスリーの駐西ドイツアメリカ軍における上官の継子であった。プレスリーは未成年であったプリシラをメンフィスに呼び寄せる代わりに、彼女を自らの父親の家に同居させ、有名なカトリック系女子高校を卒業させることを彼女の両親に約束した。しかし、程なく2人はグレイスランドで同居し始めた。1968年2月1日には娘リサ・マリー・プレスリーが生まれる。
その4年後、結婚前から続くプレスリーの悪い生活習慣（昼夜逆転）、メンフィス・マフィア（エルヴィスの関係者）との生活、さらに数ヶ月にも及ぶツアーによる別居生活などのさまざまな理由から、プリシラは不倫し、結婚生活は破綻してしまう。グレイスランドを出たプリシラはリサ・マリーを引き取り、ロサンゼルスに住居を移す。プレスリーは彼女と1973年10月9日に正式に離婚した。
一方で、離婚後も2人は友人関係にあり、以前よりも密に連絡し合うようになった。ロサンゼルスに滞在する際にプリシラの家を訪れたり、時折プリシラをグレイスランドに呼び寄せるなど、2人は親交を保った。

### 1960年代、70年代の音楽活動
プレスリーの音楽活動は62年の「好きにならずにいられない」までは好調を保っていたが、63年から68年ごろまでは絶不調と言える状態だった。量産された映画とブリティッシュ・インヴェイジョンによる影響は否定できず、プレスリーもそれを自覚していた。一方1965年の「クライング・イン・ザ・チャペル」（オリオールズの曲をカバー）が好成績を収めた。1968年のテレビ出演で歌手活動を本格的に再開したプレスリーは、1969年に「サスピシャス・マインズ」、「イン・ザ・ゲットー」を発売した。1969年から過密な日程による公演活動を再開。しかし、それはプレスリーを完全なワーカホリック状態へと追い込むものであった。1969年以降行った公演は1000回以上であり、平均すると1年につき約125回だった。
1969年より、ネバダ州ラスベガスを中心に多数の公演を実施したが、その規模は次第大きくなっていった。瞬間最高視聴率約72%を記録した1968年のNBC-TVスペシャル以降、プレスリーはロックンロール以外にもレパートリーの幅を拡げ、トニー・ジョー・ホワイト、ニール・ダイアモンド、BJトーマスらのゴスペルやポップ等を取り入れた。バンドもコーラス・グループやピアノ等を新たに加え、オーケストラまで揃えて大きく膨れ上がった。なおこの頃から着用し始めた派手な衣装は、リベラーチェに影響されたとされる。1972年には「バーニング・ラヴ」が、ビルボード2位まで上昇する大ヒットとなっている。1970年代にエルヴィスは他に、「アメリカの祈り」「ロックンロール魂」などを発売した。
プレスリーはラスベガスでのステージ編成をそのまま地方公演に取り入れた。活動再開後、生前最後となる1977年6月26日のインディアナ州インディアナポリス公演まで入場券は完売した。1977年8月17日から始まる予定だったツアーも、最終日の8月27日のメンフィス公演まで売り切れ、翌28日に同地で追加公演を行う予定だった。

### ニクソンとの面会

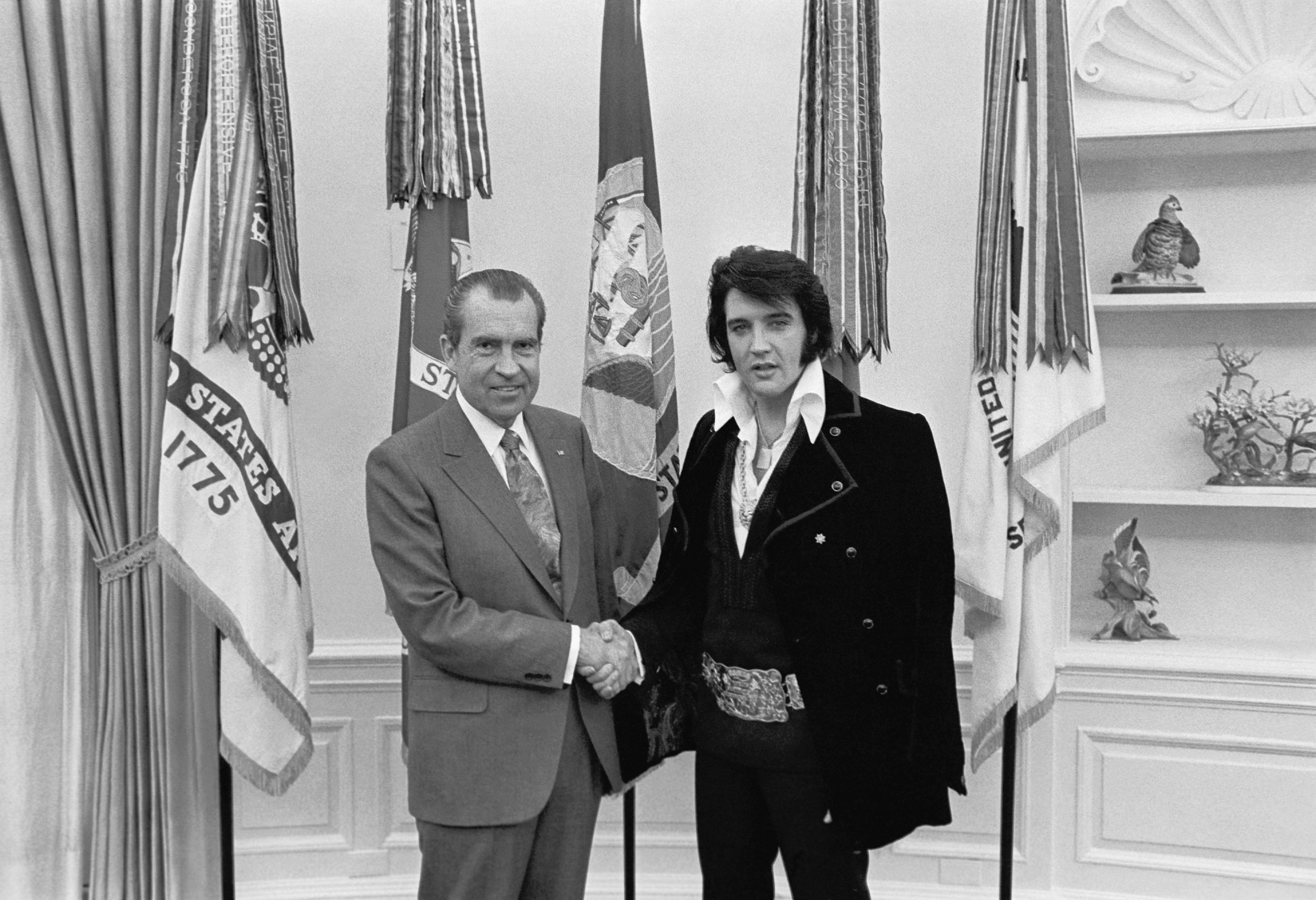
リチャード・ニクソン 大統領とエルヴィス・プレスリー（1970年）

1960年代半ばからアメリカは非常に混沌とした時代になった。ヒッピーの過激な反戦運動の中で、フリーセックス、栄養失調、病気、LSDなどの薬物中毒の問題などが浮上し、犯罪と暴力が急増した。
プレスリーはドラッグが蔓延るヒッピー文化の暴動と、過激なカウンターカルチャーによるアメリカの未来を危惧していたという。1970年12月21日には、アメリカン航空でワシントンD.C.に出向き（普段は自家用機しか乗らない）、シークレット・サービスに手紙を手渡した。一市民であるプレスリーから大統領にあてた手紙である。
「私はエルヴィス・プレスリーです。あなたを尊敬しています。私は3週間前にパームスプリングスでアグニュー副大統領と話し、我が国に対する懸念を表明しました。麻薬文化、ヒッピー、SDS、ブラックパンサーなど。私は彼等にとって敵では無く彼らの言う「体制」ではなく、私はアメリカを愛する者です。私はこの国を助けるためにできるだけの手伝いをさせていただきたい。私には国を助けること以外に何の関心も動機もありません。ですから私は役職を与えられたくないのです。もし私が連邦捜査官になったら、もっと良いことができます。あらゆる年齢層の人々とのコミュニケーションを通じて、私なりの方法でそれを手助けするつもりです。何よりも私はエンターテイナーです。必要なのは連邦資格だけです」という手紙をニクソンに送った。
その40分後、大統領補佐官から面会を許す旨の電話があった。ホテルに到着したデル・ソニー・ウェストを伴い、プレスリーはホワイトハウスへ赴きリチャード・ニクソン大統領との会見に臨んだ。写真はその際撮影されたものである。プレスリーは連邦捜査局本部の視察を許可された。若者の凄まじい反米精神と、不健全なヒッピーカルチャーを深刻な問題として考えていたプレスリーは、ビートルズ、スマザーズ・ブラザーズ、ジェーン・フォンダなどの過激な発言と活動を危険視していた。プレスリーは彼等を厳しく取り締まるべきと考えていたという。
プレスリーは「自分はドラッグ・カルチャーと、共産主義の洗脳について研究してきた」とニクソンに語っている。保守派の政治家として、麻薬撲滅に腐心していたニクソンに対し、「ロックが麻薬使用に影響しているとは思わないが、責任は感じている」と発言したことで、プレスリーは麻薬取締官の徽章を贈呈された。なお、プレスリーは警察官や軍に関する徽章等の収集家であった。
プレスリーは熱心な愛国者であったが、自身の政治的見解は公表することはなかった。ニクソンと薬物問題を議論した際も、自身が芸能人であることを予め断り、必要以上に関与しなかった。1972年の記者会見で「政治的なキャリアを追求することを考えたことはありますか？」という問いにプレスリーは「いいえ、僕にはその願望はありません」と答えている。記者から「兵役についてた頃の話もありましたが、ベトナム戦争の反対運動者についてあなたの意見はどうですか？今日徴兵されることは拒否しますか？」という問いに、プレスリーは「それについての自分の意見は自分の中に留めておくつもりです。僕は芸能人ですからね」と答え、記者は「他の芸能人も貴方と同じように秘密にするべきですか？」と質問するとプレスリーは「いいえ」と答えている。
またプレスリーは人種差別に大変批判的であった。1950年代に一部の白人から寄せられる批判に臆せずに黒人への賛辞を何度も公言しているが、一方で公民権運動には関与しなかった。人種差別やベトナム戦争に反対していたマーティン・ルーサー・キングをプレスリーは熱烈に支持していたが、それを公言することはなかった（キングの訃報を聞いたプレスリーは泣き崩れたという）。この様にプレスリーは、基本的に芸能活動を除き自己主張には積極的ではなかった。

### トム・パーカー大佐

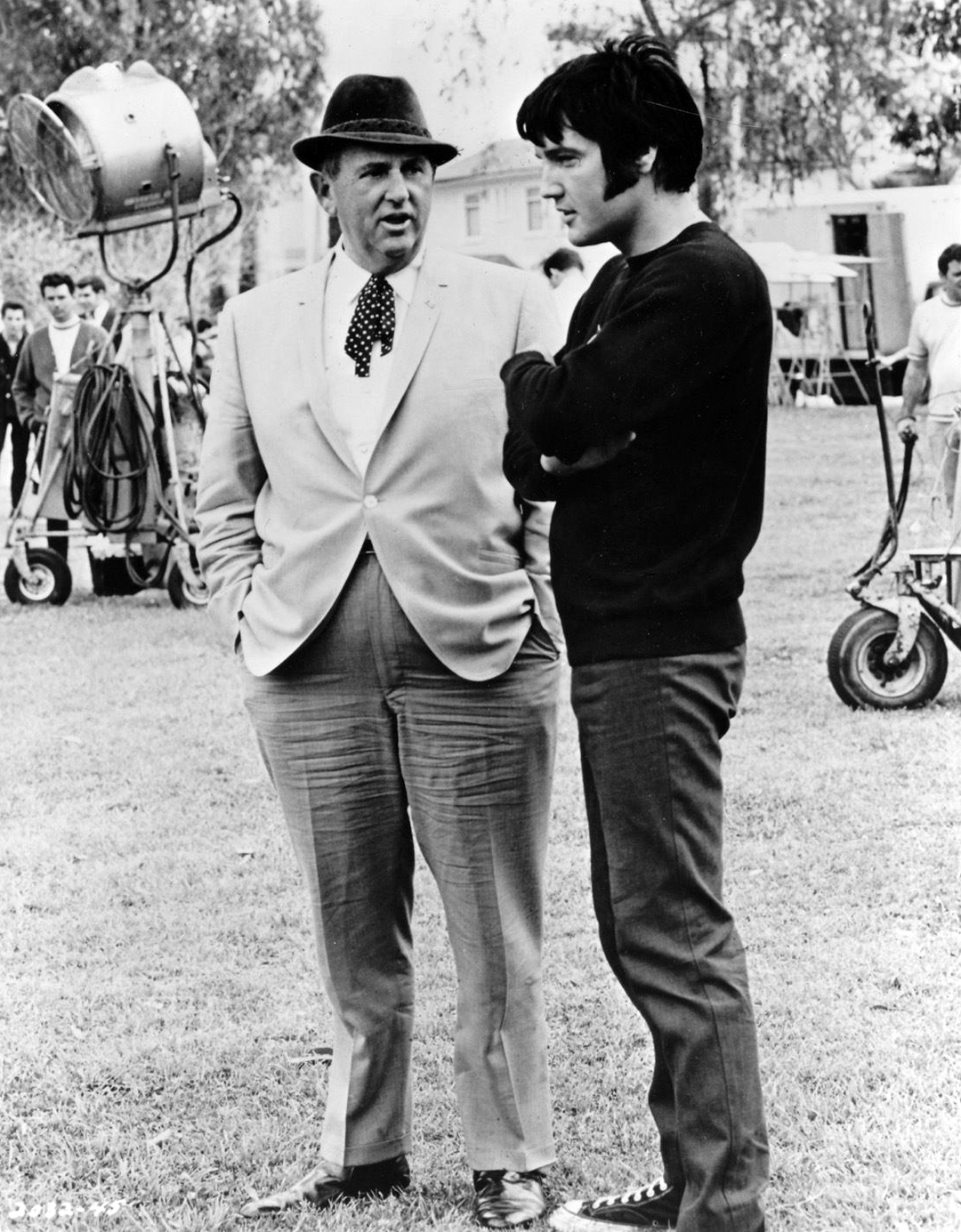
パーカー大佐とともに（1969年）

トム・パーカーは悪徳マネージャーとして有名だった。プレスリーは世界的に知られた歌手となったが、終生アメリカとカナダ以外で公演を行っていない。海外での公演ができなかった理由は、不法移民であるパーカー大佐がアメリカの永住権を所持しておらず、カナダを例外としてアメリカ国外へいったん出国すると再入国を許されない事態を恐れた為だったと言われている。
パーカー大佐は世界中から寄せられる多くの公演要請に応えるため、衛星中継で公演を放送した。日本公演の要請に対し、日本のゴールデンタイムに衛星生中継で視聴できるよう、1973年1月14日に、ハワイ時間深夜1時から公演『アロハ・フロム・ハワイ』を開催した。放送は、日本時間19時から約2時間続いた。
同公演はプレスリーの愛唱歌でもあった「アイル・リメンバー・ユー」の作者、クイ・リーの遺族らによって創設された“クイ・リー癌基金”のためのチャリティー・コンサートとして開催された為収益は全て、クイ・リー癌基金へ寄付された。入場券に定価は設定されず、任意の金額で購入出来た。6000席の会場で約7万5000ドルが集まったので、1人あたり12ドル50セント支払った計算になる。
アメリカでは、公開中だった『エルビス・オン・ツアー』と競合することを回避するために、4月4日に放送された。新たにハワイの映像や挿入歌が追加された生放送とは別の編集版であった。既にこの公演のライヴアルバムが発売されていたにもかかわらず、この放送を視聴した世帯数は、人類初の月面着陸の映像を視聴した世帯数より多かった。
「プレスリーの離婚の財産分与の資金捻出のため」という名目でパーカー大佐はプレスリーの楽曲の権利をRCAへ売却した。これは長期的に巨額の損失を生んだが、パーカー大佐自身がギャンブルで大損を出していたため、早急に大金を得るために独断で行ったものだった。プリシラとの離婚に必要な資金は175万ドルであり、プレスリーの印税で難なく稼ぎ出せる金額だった。後年のプレスリーがやや困窮した理由は、楽曲の権利による印税が支払われなくなったためである。プレスリーの関係者は、この事件を「悪名高き1973年の取引」と呼んでいる。
この様な理由以外にも、プレスリーはパーカー大佐に対する不満を関係者に多く漏らしていた。しかし、プレスリーは生涯パーカー大佐を解雇にすることはなかった。ネルソン・ジョージは、「マネージャーのトム・パーカー大佐がプレスリーをどんどん安物のクズにおとしめていった」と評している。

### 死と埋葬

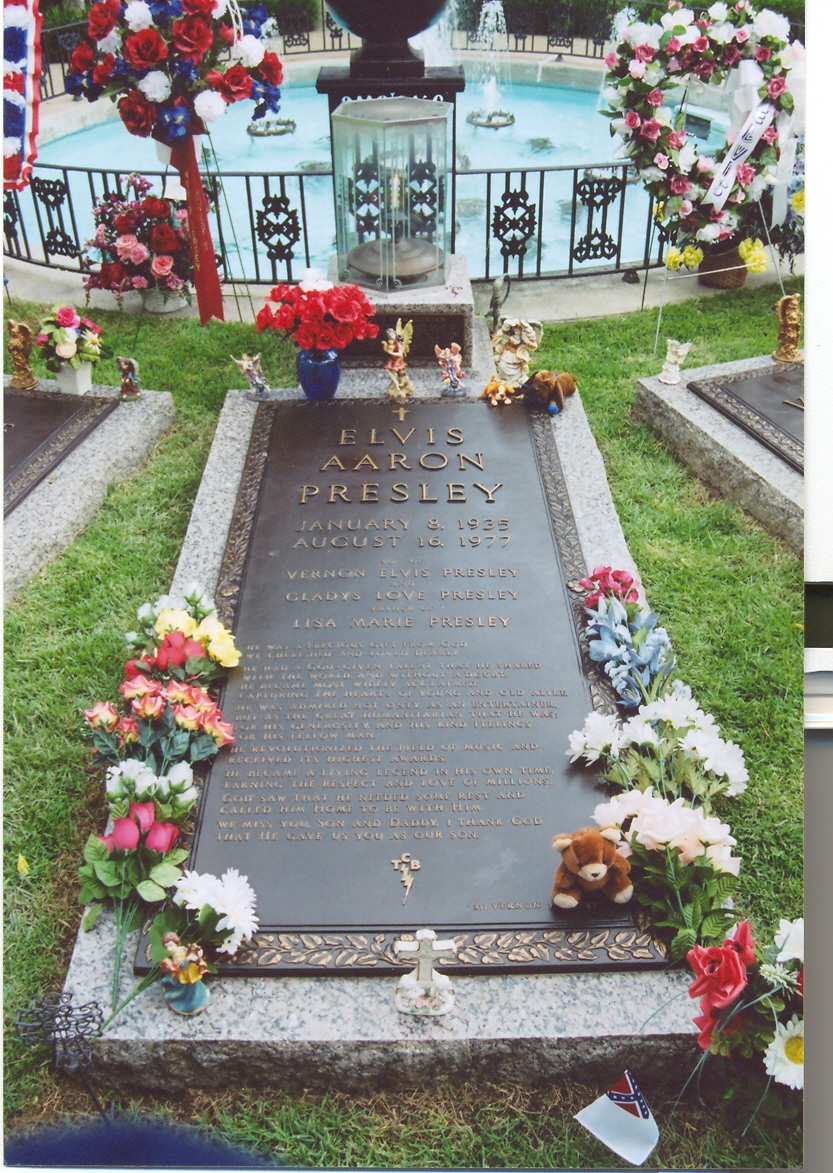
プレスリーの墓

1977年8月16日、テネシー州メンフィスの自宅グレイスランドで、交際相手のジンジャー・アルデンによって寝室のトイレの床に倒れているプレスリーが発見された。プレスリーはバプテスト記念病院へ搬送されたが、医師により、午後3時30分に死亡が確認された。42歳没。検視後、死因は処方薬の極端な誤用による不整脈と公式に発表された。
晩年、プレスリーはストレスからくる過食症に陥ったことが原因で体重が激増したことに加え、1975年頃からは主治医だったジョージ・ニコポウラスから処方された睡眠薬などを誤用していた。「処方ドラッグをやっていた」とグレン・D・ハーディンなどのメンバー、さらにデル・ソニー・ウェストなどのメンフィス・マフィアのメンバーたちも語っている。
ハーディンは詳しいことは死ぬまで語るつもりはないと述べているが、ソニー・ウェストは暴露本を書いて中傷したとされた。このことについてウェストは「まだ存命中だったエルヴィスを救うためだった」と述べた。違法薬物は一切使用していないが、この処方薬の影響で癇癪持ちになり、体調も維持できなくなってしまった。
イギリスのテレビ局、チャンネル4はプレスリーのDNAに、肥満や心臓疾患を引き起こす要因が発見されたと報道した。
当初プレスリーはメンフィスのフォレスト・ヒル墓地で母親の隣に埋葬されたが、遺体の盗掘未遂事件が起きたため、母親と共にグレイスランドに再埋葬された。グレイスランドには、プレスリーの様々な遺品やピンクや緑に塗られた車（キャデラック）、自家用機（コンベア880 / リサ・マリー号）などが展示されており、現在も世界中からファンや観光客が訪れている。スコティ・ムーアは「エルヴィスの葬儀は見世物ショーになるだろう」と感じ、式に出席しなかった。

### 死後
プレスリーの急死後、その肖像権は非常に危うい位置にあった。杜撰に管理されていた彼の権利は濫用され、プレスリーの印象を損なう商品が続出した。
生前のプレスリーは名義貸しのつもりで数々の契約書に署名していたが、関係者によって莫大な予算が請求されることがあった（ソニー・ウェストが暴露したテープに電話の内容が記録されている）。
死去後まもなくして遺族らが膨大なプレスリーの物的財産を管理する組織を結成、肖像権も管理すべく訴訟を起こした（当時、故人の肖像権は帰属等が不明であった）。勝訴した遺族により、以後プレスリーの権利は厳密に管理されている。
未発表映像も発掘され、1968年のTVスペシャルや1973年のアロハ・フロム・ハワイのアウトテイクを収録した完全版が発表され好評となった。その他、側近や友人、家族らが語るプレスリーの人物像に焦点をあてたものや、プレスリーのゴスペルに対する思いを映像化したものもある。

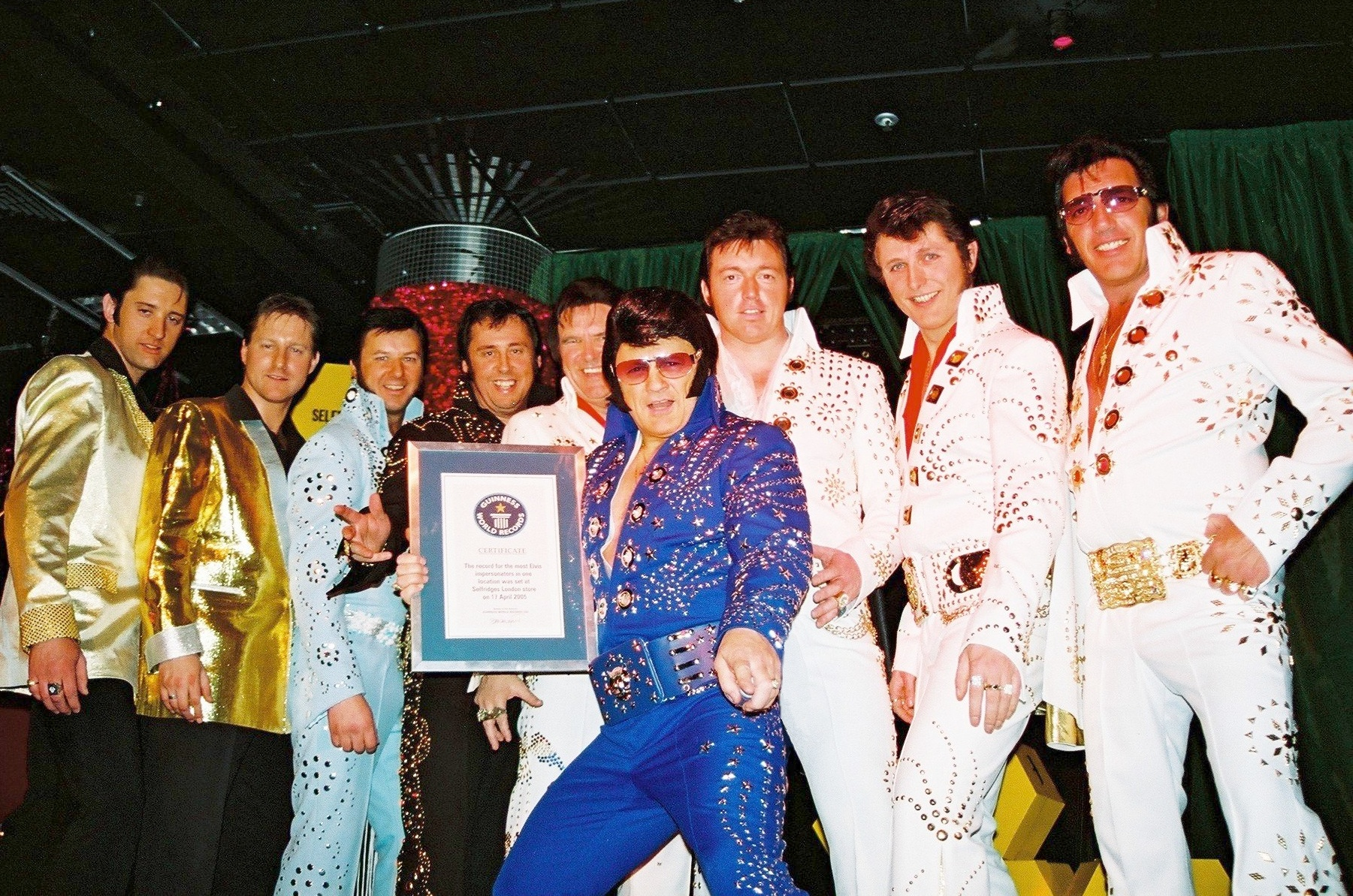
エルヴィスの物まねタレント

それ以外にもプレスリーを題材にした映画が製作されたり、プレスリーの曲が数多くの映画の挿入歌として使用される事も多い。プレスリーの記録である最多ヒット曲数18曲は、2019年にマライア・キャリーの19曲によって更新された。
死後、ロニー・マクドウェルは「キング・イズ・ゴーン」を発表した。マクドヴェルのようにプレスリーの物まね、または成りきる（演じる）事を生業とする人々が世界に存在し、その数は8万5000人と言われている。
更に1997年には新たなる試みとして、プレスリーの公演の映像を使用し、それにあわせて当時のバンド・メンバーが演奏するエルヴィス・ザ・コンサート（現：エルヴィス・プレスリー・イン・コンサート）がメンフィスで行われ、以後国内外で開催されている。娘のリサ・マリー・プレスリーはマイケル・ジャクソンと結婚したが、後に離婚している。

## フォロワー

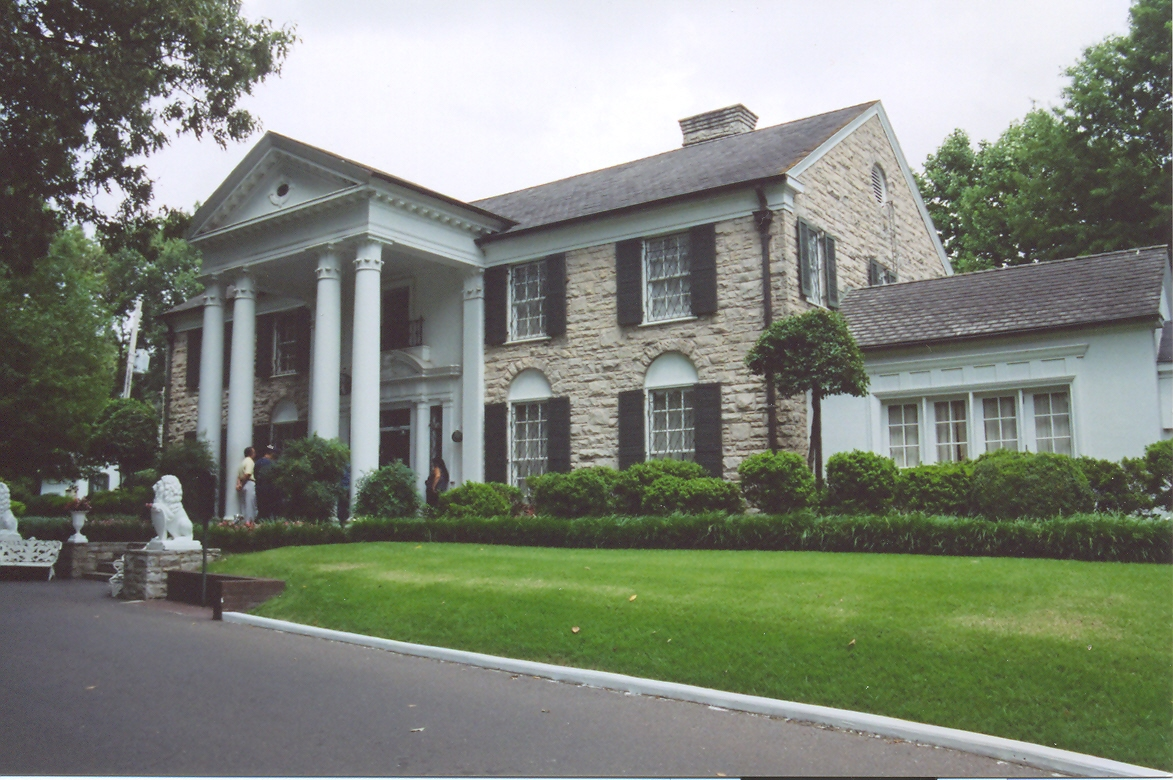
グレイスランド(Graceland)

プレスリーは多くの国の若者にロックンロールという新しい音楽への強い関心を与えた存在だった。ジョン・レノン、ボブ・ディラン、ポール・マッカートニー、ボブ・シーガー、フレディ・マーキュリー、ルー・リード、ロバート・プラント、ブルース・スプリングスティーン、テリー・スタッフォード、クリフ・リチャードらをはじめとする多くのアーティストが大きな影響を受けた。
ジョン・レノンとエリック・カルメンは、ボーカル・スタイルにおいても影響を受けている。ジョン・シュナイダー、ZZトップ、チープ・トリックらはプレスリーの曲をカバーした。ロバート・ゴードン、タフ・ダーツ、ストレイ・キャッツ、ブラスターズらもその影響を受けていた。

## バンド・メンバー
- スコティ・ムーア — リードギター、リズムギター、バックボーカル（1954–59、1960–69、2016年に死亡）
- ビル・ブラック — コントラバス、ベースギター、バックボーカル（1954–58; 1965年に死亡）
- DJフォンタナ — ドラム、バックボーカル（1955–59、1960–69、2018年に死亡）
- ゴードン・ストーカー  — バックボーカル、ピアノ、オルガン、アコーディオン、パーカッション（1956–59、1960–68、1969–71、2013年に死亡）
- ニール・マシューズ、Jr. —バックボーカル、ギター、ベースギター、コントラバス（1956–59、1960–68、1969–71; 2000年に死亡）
- ホイト・ホーキンス —バックボーカル、ピアノ、オルガン、パーカッション（1956–59、1960–68、1969–71、1980年に死亡）

ヒュー・ジャレット — バックボーカル（1956–58; 2008年に死亡）
- レイ・ウォーカー — バックボーカル（1958–59、1960–68、1969–71）

ボブ・ムーア—コントラバス、ベースギター（1958–59、1960–68; 2021年に死亡）
- ダドリー・ブルックス — ピアノ、チェレスタ（1957–59、1960–63; 1989年に死亡）
- タイニー・ティンブレル — リズムとリードギター、マンドリン（1958–59、1963–68; 1992年に死亡）
- ジョーダネアーズ - 男性コーラス・グループ
- スウィート・インスピレーションズ - 女性・ソウル・コーラス・グループ（ツアーなどで共演）

### 家族
- 父：ヴァーノン・エルヴィス・プレスリー/Vernon Elvis Presley（1916年4月19日 - 1979年6月26日）
- 母：グラディス・ラヴ・プレスリー/Gladys Love Smith Presley（1912年4月25日 - 1958年8月14日）
- 兄：ジェシー・ギャロン・プレスリー/Jesse Garon Presley（エルヴィスの双子の兄に当たり30分早く生まれたが、生後まもなく死去。グレイスランドの瞑想の庭に記念碑がある）
- 前妻：プリシラ・プレスリー/Priscilla Beaulieu Presley（1945年5月24日 - ）
回想録の訳書に、『私のエルヴィス』（小沢瑞穂訳、新潮文庫、1987年)
  - 娘：リサ・マリー・プレスリー/Lisa Marie Presley（1968年2月1日 - 2023年1月12日）
    - 孫娘：ライリー・キーオ/Riley Keough（1989年5月29日 - ）リサ・マリーの娘で女優
    - 孫：ベンジャミン・キーオ、2020年7月12日、銃身自殺により死去[43]。

## 衣装と食生活
1970年代の公演で主に着用された、金やダイヤモンド、ルビーなどを施したジャンプスーツの重量は25kg以上にもなっていた。これは敬愛していたゲイのピアニストであるリベラーチェの影響を受けたものだった。ただし、プレスリーは宝石類にあまり関心を持たず、舞台上で華やかに見えるものなら擬似品でも構わないと考えていた。
プレスリーは酒やたばこを嫌っていた。たまに葉巻を吸う程度である。「オン・ステージ」で観客から渡された酒も口を付けるだけで殆ど飲んでいない。公演中に飲んでいたのは主に水かゲータレードである。
プレスリーは毎日のようにコーヒーや炭酸飲料を飲み、「ピーナッツバターとバナナとベーコンのサンドイッチ」を食べていた。このサンドイッチは「エルヴィスサンド」と呼ばれている。ただし、このサンドイッチは多量のバターを溶かしたフライパンで揚げ焼きにした高カロリーなものであるため、プレスリーが1970年代以降体調を崩し、肥満化していった一因になったという指摘もある。

## 影響
日本では湯川れい子、小林克也、平尾昌晃、山下敬二郎、ミッキー・カーチス、本郷直樹、尾藤イサオ、ささきいさお、鹿内孝、藤木孝、西郷輝彦、坂本九、西田敏行、大瀧詠一、小泉純一郎等がプレスリー・ファンとして知られている。
アメリカのティーンエイジャーの一部は、プレスリーのダックテールと呼ばれる横髪を後ろへなで付けるヘアスタイルを真似し始めた。また、黒いズボンや緩い開襟シャツといったプレスリーのスタイルは、ファッションの新たな流行を生み出した。プレスリーや、ジェームズ・ディーンの影響は、西側世界における3ティーンエイジャー世代の存在を印象付けた。エルヴィス・プレスリーを慕うミュージシャンに、ドイツのオペラ歌手ペーター・ホフマンらがいる。
1977年にジミー・カーター大統領は「エルヴィス・プレスリーの死は、我が国から大事な一部分を奪いとったようなものだ。彼の音楽とその個性は白人のカントリー音楽と、黒人のリズム・アンド・ブルースのスタイルを融合させ、永久にアメリカの大衆文化の様相を変えてしまった。彼は、祖国アメリカの活力、自由、気質を世界の人々に植え付けるシンボルだった。」と語った。ジェームズ・ブラウンは「彼は白人のアメリカ人に目線を下げるということを教えた」という言葉を書き残している。
アメリカ内務省のゲイル・ノートン長官は2006年3月27日、プレスリーが約20年間を過ごした、テネシー州メンフィスの邸宅「グレイスランド」を国の国定史跡に認定した。認定の式典は一般公開で行われ、娘であるリサ・マリー・プレスリーも出席した。

## 交友関係
- プレスリーは友人だと認めた人物にのみ親交を持った。反対に「エルヴィスのお金や贈り物を求めて近付いてくる人間には、その姿勢に気付き距離を置いていたようである」とバンド・メンバーは回想している。
- モハメド・アリと交流があった。2人は1973年に初めて会い、プレスリーが死去する1977年まで交友を続けた。アリは歌手ではサム・クックが1番好きで、2番目にプレスリーを好きだったという。プレスリーがアリに贈った金色のマントは、初めて着用して登場した試合で敗れたので以後2度と着用されなかったものの、アリによって厳重に保管された。アリはプレスリーに金色のサイン入りグローブを贈答し、プレスリーもこれを大事に保管した。

### メンバー等
- 70年代のプレスリーのバックバンドを務めたベースのジェリー・シェフはプレスリーから要請が来た時、最初は断るつもりで対面した。その理由はジェリーが、ブルース以外の音楽には興味がなかったからである。その場のセッションでエルヴィスがブルースをいじり始め、ジェリーはその歌い方に感銘を受け、バンドに参加する決心をしたという。しかし、ジェリーが本当に心を魅せられたのはプレスリーの温かい人柄であったという。雑用スタッフも決して邪険にせず、この曲は嫌いなどということも無かったという。プレスリーはジェリー・シェフにブルースのソロを振った際、ジェリーはブルース以外の曲も演ろうと思い（公演で何度もブルースは弾いてきたので）アドリブでケイジャンを弾いた。それ以降、メンバー紹介の際には「フェンダーベースのジェリー・シェフです。今夜は何を演ってくれるのでしょう？」とMCするようになった。
- ピアノのグレン・ハーディンは、プレスリーがリハーサルしていない曲をソロで振ってくることがあったため、それ以来、プレスリーにソロを要求されると思われる曲を練習していたという。
- プレスリー復帰後のショーでリズムギターを務めていたジョン・ウィルキンソン（英語版）は、元々は歌手であった。プレスリーは休憩時間などにジョンに歌ってもらい、リラックスしていたようである。1990年代に左半身不随になり、2度とギターは弾けなくなってしまった。
- プレスリーの友人で警備担当であるケネディ警部補が同じく警官であった弟を亡くした時、プレスリーは葬儀の資金を全額負担し、バックコーラスであったJ.D.サムナー&スタンプス・カルテットにゴスペルを歌わせた。葬儀の際に野次馬で式が邪魔されるのを避けるため、プレスリーは警官の制服を着用し、他の参列した警官と共に式に出席した。

## エピソード
- 身長については諸説ある。1958年の軍隊の記録では6フィート（182cm）とされている。[44] これは靴を履いた状態での記録である。[45]     他に、彼が17歳の時の運転免許証の記録によると5フィート11インチ（180cm）とされている。 また、彼のコスチュームデザイナーは5フィート11.5インチ（181cm）であったと語っている。など様々な記録が残っているため、実際は靴を履いた状態で180cmから182cmであったと推測できる。
- 髪は茶褐色であるが黒く染めていた。
- 趣味はバッジ収集。
- ホノルルのパール・ハーバーにある「アリゾナ記念館」は、プレスリーが1961年に行ったチャリティ・ショーの収益で建設されたものである。プレスリーは当時の収入について「1日100万ドル使い続けても使い切れない」と述べていた。友人には車や宝石を頻繁に贈った。一方でプレスリーはまるで日課のように多方面、数え切れないほどの多くの団体に寄付も行っていた。殆どが非公式かつ匿名で行われたものだった為、総額や使途は明確には把握されていない。
- アフリカ系アメリカ人に対する差別には反対していたが、全盛期の1950年代から1960年代にかけてアメリカ合衆国に広がったアフリカ系アメリカ人公民権運動には関与しなかった。
- プレスリーはデヴィッド・ボウイに、次のアルバムをプロデュースしてほしいと頼んだが、その半年後にプレスリーが亡くなったため実現しなかったという。ボウイからその話を聞いたドワイト・ヨーカムは「ポップ・ミュージックの歴史において、実現しなかった最大の悲劇の一つに違いない」と語った。
- 俳優のニック・アダムズとの親しい関係などから、エルヴィスがゲイという噂が一時期囁かれていた[46]。マーロン・ブランドは晩年のエルヴィスについて「道徳心や恐怖心から、他の女性に目を向けれずに自身の性的指向を恐れるようになったと思う」と友人に語ったとされてるが、この情報は懐疑的である[47]。実際プレスリーとマーロン・ブランドは親しい関係ではなく、食堂で1度だけ、わずかな時間対面したと言われている。
- ジェームズ・ディーンの大ファンで、俳優としての目標としていた。ディーンの代表作「理由なき反抗」の台詞を全て暗記し、周りを驚かせたこともある。ちなみに、プレスリーの代表作「闇に響く声」は、ディーンのために書かれた作品であった。
- 「F1チームの元オーナーのクレイグ・ポロックが旧式のハーレーダビッドソンを約60万円で購入したところ、すぐ故障したので修理に出しシートを開けたらシートの裏に“親愛なるジェームズ・ディーンへ、エルビス・プレスリー”と書かれていた。プレスリーからジェームズ・ディーンに贈られたされたものであった為オークションに出品したところ、約1億2千万円の値がついた」との出所不明の逸話が日本でのみ広まっているが、ジェームズ・ディーンが事故で他界したのが1955年であり、プレスリーのデビューが1956年であることを鑑みても、キャリア絶頂期で世を去った1955年頃のディーンがデビュー前のプレスリーと交流していたとは考えにくい。また、2人が一緒に写る写真なども存在しない。

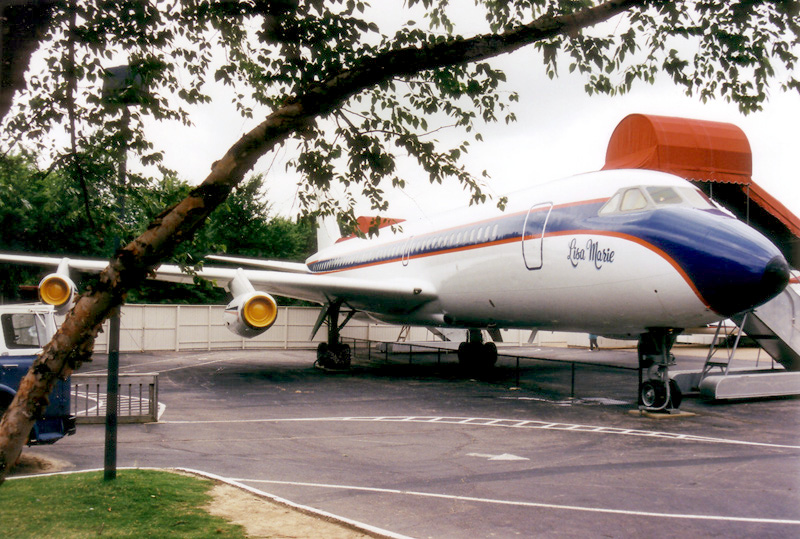
元自家用機のコンベア880「リサ・マリー」

- 現在グレイスランドには元自家用機のコンベア880「リサ・マリー号」（機体記号N880EP）が展示されており、機体内部を含めて公開されている。世界でも数機しかないコンベア880の現存機の内の1つでもある。この機体は1975年にデルタ航空（当時の機体記号はN8809E）から購入したもので、没後の1979年に登録抹消されている。
- 関係者はファンを隔離するため、プレスリーをホテルの最上階に軟禁し、窓ガラスに銀紙を貼ることがあった。
- 1977年、プレスリーの死去を受けて「我が国家の貴重な財産がもぎとられた」と、ジミー・カーター大統領が異例の追悼声明を発表している[48]。
- プレスリーが大好きなグライムス姉妹は、1956年12月28日にプレスリー主演の映画(Love Me Tender)を観に出かけた後、21時30分頃に劇場でポップコーンを買うために並んでいるところを目撃されたのを最後に姿を消したという。翌1957年1月19日、プレスリーの事務所が声明を発表、更にプレスリー自身がラジオで「If you are good Presley fans, you'll go home and ease your mother's worries.」と呼びかけた。だが、失踪から約1ヶ月後の1月22日に姉妹の遺体が道路脇で発見される結末となった[49]。

### メンフィス
グレイスランドの前の通りはエルヴィス・プレスリー・ブールバード（大通り）という。世界中のプレスリーのファン、ファンクラブからの募金のみで運営しているセイント・パウロ・エルヴィス・プレスリー記念病院がある。

## 主な使用楽器
マーティンD-18
デビューから徴兵までコンサートで使い続けていたギター。RCAファースト・アルバムのジャケット写真（1955年フロリダ公演）など弦が切れた状態で演奏されていた。また、カントリー・ミュージシャンが使っていた革のギター・カバーを被せて使用した。ブリッジ・ピンを何度も紛失している。
1969年のステージ復帰後、長らくギブソン製を使っていたが、1977年のツアーで新品のD-18で演奏している。あまり弾きやすいギターではなかったようで、側近のレッド・ウェストとの電話で「新しいマーティンのギターが弾きにくい」と愚痴をこぼしている。
マーティン D-28
主にテレビ・ショウで使用された。ドーシー・ショウやミルトン・バール・ショウで使用。
ギブソン・J-200
映画「さまよう青春」、「闇に響く声」などで使用された。ボディが大容量なため、大音量が出せる。1968年のTV番組「エルヴィス」ではシット・ダウン・ショウで使用。
ギブソン・J-200（特注品）
1960年にプレスリーが特注で作ったギターで、プレスリーがデザインした人工衛星が描かれたピックガードを装着していた。また、指板にはELVIS PRESLEYとインレイが施されている。1969年の公演再開から1971年までステージで使い続けた。「エルビス・オン・ステージ」でも確認できる。ストロークが激しいため、ギター上部（ピックガードの反対側）はピックで塗装面がかなり削れてしまっている。
ギブソン・ダヴ（特注品）
1971年からJ-200に代わって使用したギター。J-200と違い、スクエア・ショルダーとなっていて、角ばったデザインが特徴。DOVEという名称の由来のピックガードの鳩のプリントは無い、オール・ブラックのモデル。ピックガードは白とのプライ加工されており、縁取りが見えるようになっている。また、指板には筆記体でElvis Presleyとインレイが施されている。さらにアメリカ・ケンポー・カラテ協会のステッカーを貼っていた。
ギブソン・ハミングバード
75年から76年にかけて使用していたギター。ピックガードにハチドリのプリントが施されている。ダヴと同じくスクエア・ショルダー・タイプ。
ギブソン・EBS-1250
6弦ベースと6弦ギターのダブルネックのモデル。通常のEBS-1250はドットインレイだが本モデルはレスポールやSGのような台形のインレイを採用した。アコギの様にヘッドにストラップを付けて映画「カリフォルニア万才」で使用。
ハグストロム・ヴァイキングII
テレビ・ショウの「エルヴィス」で使用したギターでワイン・レッドのモデル。スウェーデン製。非常に硬質で特徴的な音色。オープニング、スタンド・アップ・ショウなどで使用されたが、プレスリーの所有物ではなく、テレビ出演に当たって借り受けたもの。
グレッチ 6122 カントリー・ジェントルマン
69年から70年まで公演で使用したギター。チェット・アトキンスのシグネイチャー・モデルである。ホロウボディだがFホールはペイント。ドキュメンタリー映画「エルビス・オン・ステージ」のMGMリハーサル撮影の合い間にも使用している。同映画に収録されたインターナショナル・ホテルでの公演でも使用。公演ではイスに座り、このギターを弾きながら歌った。
フェンダー・プレシジョンベース（オリジナル・プレシジョン・ベース）
1957年5月3日、映画「監獄ロック」の劇中曲「ベイビー・アイ・ドント・ケア」を収録中に使用。ベーシストのビル・ブラックはウッドベース奏者であり、与えられたエレクトリック・ベースを上手く扱うことができず、怒ってスタジオを出て行ってしまった。そこでプレスリーが投げ出されたこのプレシジョン・ベースを弾いた。1957年にリニューアルされる前の仕様。

## 記録
プレスリーの記録には限りがないが、代表的なものや、興味深いものを挙げる。

### ギネス・ワールド・レコーズ編
- 世界で最も成功したソロ・アーティスト
- 全米No.1シングル18曲（歴代3位）／全英18曲（歴代1位）
- 最多ゴールド、プラチナ、マルチ・プラチナレコード獲得数：140タイトル
- 全米No.1アルバム9作／全英6作
- 全米チャート入りレコード149作／全英98作
- シングル発売133枚
- 最も長期に渡ってNo.1アルバムをチャートに送り込んだアーティスト（1956〜2002年）初のNo.1アルバム「エルヴィス・プレスリー登場！（1956）」から「ELVIS（2002年）」まで。
- 最多ヒットシングル記録（151曲）ビルボードtop100へのエントリー回数151回は最多。
- 1日で最もレコードを売ったアーティスト（エルヴィス・プレスリー／死の翌日、1977年8月17日） 2,000万枚以上の売り上げ。プレスリーの死の衝撃が物語れる。
- 世界に最もファンクラブが多いアーティスト（エルヴィス・プレスリー）世界で（死後にもかかわらず）625のファンクラブが現在活動中である。
- 世界で最も訪問される墓（グレイスランド） エルヴィスの墓であるグレイスランドは、年間約70万人が訪れる墓。死後18年にあたる1995年には、歴代最多の753,965人が訪れた。アメリカの国定史跡。

### 統計、評論家などによる投票
ロックの殿堂（エルヴィス・プレスリー／米1986年）
1986年、アメリカで始まったロックの殿堂は、ロック史上優れたアーティストやプロデューサーを登録している。プレスリーは第1回目で選ばれた。
UKミュージック・ホール・オブ・フェイム（エルヴィス・プレスリー／英2004年）
2004年、イギリスで始まった、UKミュージック・ホール・オブ・フェイム（音楽の殿堂）は、音楽史上優れたアーティストやプロデューサーを登録している。プレスリーは第1回目で選ばれた。2007年、この殿堂は資金不足のため、廃止された。
カントリーの殿堂（エルヴィス・プレスリー／米1998年）
1998年、カントリー・ミュージック協会により、カントリーの殿堂入りを果たした。伝統的な同教会が認めたことは、プレスリーの音楽の真価を証明するものだった。9月23日、テネシー州、ナッシュビルのグランド・オール・オープリー・ハウスで授賞式が行なわれた。
ゴスペルの殿堂（エルヴィス・プレスリー／米2001年）
2001年、ゴスペル・ミュージック協会により、ゴスペルの殿堂入りを果たした。11月27日に、テネシー州、フランクリンのピープルズ・チャーチで授賞式が行われた。ちなみにロックとカントリー、ゴスペルの3つの殿堂入りを果たしたのは、プレスリーとジョニー・キャッシュだけである。
世界の音楽を最も変えた曲（エルヴィス・プレスリー／That's All Right）
イギリスの雑誌『Q』によって発表。音楽のジャーナリスト達の投票により決定。プレスリーの音楽の始まりであり、ロックの原点とも言われる曲「ザッツ・オール・ライト」が、「音楽と世界を永遠に変えた革新的な100曲」の第1位に選ばれた。2位はビートルズの「I Wanna Hold Your Hand」。
死後、最も売り上げが多いアーティスト（エルヴィス・プレスリー）
経済誌「Forbes」により毎年（10月下旬）発表。死んだ著名人の1年度の売り上げを順位付けしたものである。2001年から発表が始まり、プレスリーは2005年まで5年連続1位に輝いた。2006年は、カート・コバーンの著作権が売却されたことにより2位になったが、翌2007年には4900万ドル（約56億円）で再び首位を奪回し、2008年度も5200万ドル（約51億円）で1位になった。毎年大体50億〜60億あたりの売り上げを誇っている。
イギリスで最もヒットしたアーティスト（エルヴィス・プレスリー）
「The Book Of British Hit Singles & Albums」が発表。プレスリーが「イギリスで1番売れたアーティスト・トップ100リスト」の第1位になった。1952年からのチャート・イン週間数の総計を基準としたものである。毎年発表される。上位にはクイーンやクリフ・リチャードらがいる。

### 雑誌や一般による投票
ロック史上最高の服装（エルヴィス・プレスリー／白いジャンプ・スーツ）
約1万2千人の音楽ファンによって投票。「最高のロック・アウトフィットtop10」での投票で、プレスリーの「白いジャンプ・スーツ」が、ロック史上最高の服装として歴代第1位に選ばれた。2位は、カイリー・ミノーグの「ゴールドのホット・パンツ」。
最もサインに価値があるロック・ミュージシャン（エルヴィス・プレスリー）
カリフォルニア州のサイン専門誌「Autograph Magazine」により発表。最もサインに価値のあるロック・ミュージシャン第1位に、プレスリーが選ばれた。2位はビートルズのポール・マッカートニー。

## ディスコグラフィ:アルバム
公式リリース音源の数は800曲を超える。

### Follow That Dreamレーベル
プレスリーがそのキャリアにおいて発表した曲の未発表テイクが数多く存在するが、プライベート録音を含め、すべての残されたプレスリーの音源を聴きたいというファンの要望に応えるべく立ち上げられたのが、主演映画のタイトルから引用したFollow That Dreamレーベルである。
このレーベルのアルバムは限定生産され、世界中のファンクラブに優先的に流通させるので一般のCDショップ等に出回りにくい。1999年に第一弾 Barbank'68（1968年のNBC-TVスペシャルのリハーサルの模様を収録）がリリースされた。以後、定期的に貴重な音源が次々とリリースされている。わずかだが一つの曲のすべてのテイクを聴くことが出来たり、コンサートアルバムはプレスリーのコンサートを体験することが出来なかったファンにも追体験出来るような内容になっている。

### オリジナルアルバム
| 発売年 | アルバムタイトル                                                             | 最高位     | 最高位 | 最高位 | RIAA              |
| 発売年 | アルバムタイトル                                                             | US Country | US     | UK     | RIAA              |
| ------ | ---------------------------------------------------------------------------- | ---------- | ------ | ------ | ----------------- |
| 1956   | エルヴィス・プレスリー登場!（Elvis Presley）                                 |            | 1      | 1      | Gold              |
| 1956   | エルヴィス（Elvis）                                                          |            | 1      | 3      | Gold              |
| 1957   | エルヴィス・クリスマス・アルバム（Elvis' Christmas Album）                   |            | 1      | 2      | 3× Multi-Platinum |
| 1960   | エルヴィス・イズ・バック（Elvis Is Back!）                                   |            | 2      | 1      | Gold              |
| 1960   | 心のふるさと（His Hand in Mine）                                             | 7          | 13     | 3      | Platinum          |
| 1961   | 歌の贈り物（Something for Everybody）                                        |            | 1      | 2      | Gold              |
| 1962   | ポット・ラック（Pot Luck）                                                   |            | 4      | 1      |                   |
| 1967   | ゴールデン・ヒム（How Great Thou Art）                                       | 7          | 18     | 11     | 2× Multi-Platinum |
| 1969   | エルヴィス・イン・メンフィス（From Elvis in Memphis）                        | 2          | 13     | 1      | Gold              |
| 1970   | バック・イン・メンフィス（Back in Memphis）                                  |            |        |        |                   |
| 1971   | エルヴィス・カントリー（Elvis Country (I'm 10,000 Years Old)）               | 6          | 12     | 6      | Gold              |
| 1971   | ラヴ・レター・フロム・エルヴィス（Love Letters from Elvis）                  | 12         | 33     | 7      |                   |
| 1971   | 初めてのクリスマス（Elvis Sings the Wonderful World of Christmas）           | 13         |        |        | 3× Multi-Platinum |
| 1972   | エルヴィス・ナウ（Elvis Now）                                                | 45         | 43     | 12     | Gold              |
| 1972   | 至上の愛（He Touched Me）                                                    | 32         | 79     | 38     | Platinum          |
| 1973   | フール（Elvis）                                                              | 8          | 52     | 16     |                   |
| 1973   | ロックン・ロール魂（Raised on Rock/For Ol' Times Sake）                      |            | 50     |        |                   |
| 1974   | グッド・タイムズ（Good Times）                                               | 5          | 90     | 42     |                   |
| 1975   | 約束の地（Promised Land）                                                    | 1          | 47     | 21     |                   |
| 1975   | エルヴィス・トゥデイ（Today）                                                | 4          | 57     | 48     |                   |
| 1976   | メンフィスより愛をこめて（From Elvis Presley Boulevard, Memphis, Tennessee） | 1          | 41     | 29     | Gold              |
| 1977   | ムーディ・ブルー（Moody Blue）                                               | 1          | 3      | 3      | 2× Multi-Platinum |

### ライブ・アルバム
| 発売年 | タイトル | 最高位     | 最高位 | RIAA               |
| 発売年 | タイトル | US Country | US     | RIAA               |
| ------ | --- | ---------- | ------ | ------------------ |
| 1968   | エルヴィスNBC TVスペシャル（Elvis NBC-TV Special）                                                                       |            | 8      | プラチナ           |
| 1970   | エルヴィス・オン・ステージVol.3（Elvis in Person at the International Hotel）                                            |            |        | ゴールド           |
| 1970   | エルヴィス・オン・ステージVol.2（On Stage: February 1970）                                                               | 13         | 13     | プラチナ           |
| 1970   | エルヴィス・オン・ステージVol.1（That's the Way It Is）                                                                  | 8          | 21     | ゴールド           |
| 1972   | エルヴィス・イン・ニューヨーク（Elvis: As Recorded at Madison Square Garden）                                            | 22         | 11     | 3× マルチ-プラチナ |
| 1973   | エルヴィス・イン・ハワイ（Aloha from Hawaii: Via Satellite）                                                             | 1          | 1      | 5× マルチ-プラチナ |
| 1974   | ライヴ・イン・メンフィス（Elvis: As Recorded Live on Stage in Memphis）                                                  | 2          | 33     | ゴールド           |
| 1977   | エルヴィス・イン・コンサート′77（Elvis in Concert）                                                                      | 1          | 5      | 3× マルチ-プラチナ |
| 1997   | アフタヌーン・イン・ザ・ガーデン（An Afternoon in the Garden）                                                           |            |        |                    |
| 1998   | アロハ・フロム・ハワイ（Aloha From Hawaii - Via Satellite）                                                              |            |        |                    |
| 1998   | タイガーマン〜NBC・ライヴ 1968（Tiger Man）                                                                              |            |        |                    |
| 1998   | メモリーズ〜'68カムバック・スペシャル（Memories: The '68 Comeback Special）                                              |            |        |                    |
| 1999   | エルヴィス・ザ・コンサート〜1999ワールド・ツアー（Concert 1999 World Tour）                                              |            |        |                    |
| 2001   | グレイテスト・ヒッツ・ライヴ（The Live Greatest Hits）                                                                   |            |        |                    |
| 2001   | エルヴィス・ライヴ・イン・ラスベガス（Live In Las Vegas）                                                                |            |        |                    |
| 2007   | VIVA LAS VEGAS グレイテスト・ラスヴェガス・パフォーマンス（Elvis: Viva Las Vegas）                                       |            | 54     |                    |
| 2008   | 68カムバック・スペシャル・ボックス 40周年記念エディション（The Complete '68 Comeback Special: 40th Anniversary Edition） |            |        |                    |
| 2012   | エルヴィス・イン・ニューヨーク 40周年記念エディション（Prince from Another Planet）                                      |            | 187    |                    |

## シングル・ディスコグラフィー
プレスリーが1977年に亡くなるまでの21年間に、146曲が100位以内に、112曲が40位以内に、72曲が20位以内に、38曲が10位以内にチャートインした。1962年4月21日から2週連続で1位を獲得した「グッド・ラック・チャーム」を最後にプレスリーは1位から遠ざかったが、1969年11月1日、「サスピシャス・マインド」が1位を獲得し、「プレスリーの復活」と言われた。1972年10月28日には「バーニング・ラヴ」が2位まで上り詰めたが、チャック・ベリーの「マイ・ディンガリング」（1972年10月21日から2週連続1位）に阻止された。
1970年代においてはプレスリーは一度も1位を取ることはなかったが、2002年にリメイクされた「ア・リトル・レス・カンヴァセーション」は世界24カ国でナンバー1を取得した。アメリカにおいて1位を獲得したシングルの数は18作〈計79週間〉で、ビートルズの20作〈計59週間〉、マライア・キャリーの19作〈計82週間〉に次ぐ歴代3位の記録となっている（Billboard誌に準拠）。
ロックン・ロール(1986年殿堂入り)、カントリー(1998年殿堂入り)、ゴスペル・ミュージック(2001年殿堂入り)の3部門のいずれも殿堂入りした初のアーティストとなった。また、今のところ楽曲においては3回（通算5回）グラミー賞を受賞しているが、3回ともロック部門ではなくゴスペル部門においての受賞であり、プレスリーは終生この事を誇りにした。

### 全米ナンバー1獲得曲
ナンバー1ヒットは全18曲、合計79週間である。曲数はビートルズ、マライア・キャリーに次ぐ歴代3位である。週間数に関してはマライア・キャリーに次ぐ歴代2位である。（en:List of Billboard Hot 100 chart achievements and milestones#Most cumulative weeks at number one）
- ハートブレイク・ホテル（Heartbreak Hotel）1956年 7週間連続1位
- アイ・ウォント・ユー、アイ・ニード・ユー、アイ・ラヴ・ユー（I Want You,I Need You,I Love You）1956年 1週間1位
- ハウンド・ドッグ（Hound Dog）1956年 11週間連続1位
- 冷たくしないで（Don’t Be Cruel）1956年 11週間連続1位（Hound DogのB面）
- ラヴ・ミー・テンダー（Love Me Tender）1956年 5週間連続1位
- トゥー・マッチ（Too Much）1957年 3週間連続1位
- 恋にしびれて（All Shook Up）1957年 8週間連続1位
- テディ・ベア（(Let Me Be Your) Teddy Bear）1957年 7週間連続1位。エルヴィスは「なぜこんな曲が7週もNo.1になったのか」と疑問に思ったという。
- 監獄ロック（Jailhouse Rock）1957年 7週間連続1位
- ドントまずいぜ（Don’t）1957年 5週間連続1位
- 冷たい女（Hard Headed Woman）1958年 1週間1位
- 恋の大穴（A Big Hunk o’ Love）1959年 2週間連続1位
- 本命はお前だ（Stuck On You）1960年 4週間連続1位
- イッツ・ナウ・オア・ネバー（It’s Now or Never）1960年 5週間連続1位
- 今夜はひとりかい？（Are You Lonesome Tonight?）1960年 6週間連続1位
- サレンダー（Surrender）1960年 2週間連続1位
- グッド・ラック・チャーム（Good Luck Charm）1961年 2週間連続1位
- サスピシャス・マインド（Suspicious Minds）1969年 1週間1位

### 主なシングル
- フール・サッチ・アズ・アイ（(Now and Then There's) A Fool Such as I）1959年 全米2位、全英1位
- アイ・ニード・ユア・ラヴ・トゥナイト、全米4位
- 思い出の指輪
- ワン・ナイト
- 悲しき悪魔、1963年、全米3位
- ラブ・ミー
- アイ・ガット・スタング
- ドント・クライ・ダディ
- あの娘が君なら
- リトル・シスター
- 望みがかなった
- マリーは恋人
- 破れたハートを売り物に
- アスク・ミー
- 明日への願い
- 好きにならずにいられない（Can’t Help Falling in Love）1961年 全米2位、全英1位
- 心の届かぬラヴ・レター（リターン・トゥ・センダー）（Return to Sender）1962年 全米2位、全英1位
- クライング・イン・ザ・チャペル、1965年、全米3位
- イン・ザ・ゲットー（In the Ghetto）1969年 全米3位、全英1位
- ワンダー・オブ・ユー[50]、1970年
- バーニング・ラヴ（Burning Love）1972年 全米2位、全英7位
- オールウェイズ・オン・マイ・マインド（Always on My Mind）1972年 全英9位
- アメリカの祈り（アメリカン・トリロジー）、1973年、全米26位
- ロックンロール魂

### その他の楽曲
- ブルー・ハワイ
- ビバ・ラスベガス
- GIブルース
- サスピション

## フィルモグラフィ
生前に公開された全33本中・32本の映画出演作で主演(死後に制作されたドキュメンタリー映画を除く)。デビュー作の「やさしく愛して」のみ、出演者リストのトップに載っていない。
- やさしく愛して Love Me Tender（1956年）
- さまよう青春 Loving You（1957年）
- 監獄ロック Jailhouse Rock（1957年）
- 闇に響く声 King Creole（1958年）
- G.I.ブルース G.I. Blues（1960年） - グラミー賞 最優秀サウンドトラック・アルバム ノミネート
- 燃える平原児 Flaming Star（1960年）
- 嵐の季節 Wild in the Country（1961年）
- ブルー・ハワイ Blue Hawaii（1961年） - グラミー賞 最優秀サウンドトラック・アルバム ノミネート
- 夢の渚 Follow That Dream（1962年）
- 恋のKOパンチ Kid Galahad（1962年）
- ガール!ガール!ガール! Girls! Girls! Girls!（1962年）
- ヤング・ヤング・パレード It Happened at the World's Fair（1963年）
- アカプルコの海 Fun in Acapulco（1963年）
- キッスン・カズン Kissin' Cousins（1963年）
- ラスベガス万才 Viva Las Vegas（1964年） - ローレル賞 ミュージカル主演男優部門 ノミネート
- 青春カーニバル Roustabout（1964年）
- フロリダ万才 Girl Happy（1965年）
- いかすぜ!この恋 Tickle Me（1965年） - ローレル賞 ミュージカル主演男優部門 受賞
- ハレム万才 Harum Scarum（1965年）
- フランキーandジョニー Frankie and Johnny（1966年）
- ハワイアン・パラダイス Paradise, Hawaiian Style（1966年）
- カリフォルニア万才 Spinout（1966年）
- ゴー!ゴー!ゴー! Easy Come, Easy Go（1967年）
- ダブル・トラブル Double Trouble（1967年）
- ブルー・マイアミ Clambake（1967年）
- ステイ・アウェイ・ジョー Stay Away, Joe（1968年）
- スピードウェイ Speedway（1968年）
- バギー万才!! Live a Little, Love a Little（1968年）
- 殺し屋の烙印 Charro!（1969年）
- トラブル・ウィズ・ガール The Trouble with Girls（1969年）
- チェンジ・オブ・ハビット Change of Habit（1969年）
- エルビス・オン・ステージ Elvis: That's the Way It Is（1970年） - ライブ・ドキュメンタリー映画
- エルビス・オン・ツアー Elvis on Tour（1972年） - ライブ・ドキュメンタリー映画、第30回ゴールデングローブ賞 ドキュメンタリー部門 受賞

以下、死後に公開されたドキュメンタリー映画。
- This Is Elvis（1981年）
- New Gladiators (2002年) - 生前の1974年に撮影され、2002年に公開された。
- エルヴィス・プレスリー: ザ・サーチャー 〜キング・オブ・ロックの魂の記録〜 Elvis Presley: The Searcher (2018年)
- Reinventing Elvis: The '68 Comeback (2023年)
- リターン・オブ・ザ・キング: エルヴィス・プレスリー低迷と復活 The Return of the King: The Fall and Rise of Elvis Presley (2024年)

## プレスリーを扱った作品

### プレスリー本人が描かれた作品
- TV映画『ザ・シンガー』Elvis（1979年） - 彼の生涯を描いたストレートな伝記作品。プレスリーをカート・ラッセルが演じる。
- 舞台『ACT ELVIS PRESLEY』（1997年） - 加藤直の演出で、主演・沢田研二の一人芝居でプレスリーの生涯を描く。
- 映画『エルヴィスとニクソン』Elvis Meets Nixon（1997年） - プレスリーとニクソン大統領との会合を描いた作品。プレスリーをリック・ピータースが演じる。
- TV映画『ELVIS エルヴィス』Elvis（2005年） - スターになる以前のプレスリーから描いた伝記映画。プレスリーを演じたジョナサン・リース＝マイヤーズはゴールデン・グローブ賞 主演男優賞（ミニシリーズ部門）を受賞。
- Viva Elvis（ビバ・エルビス） - 2010年2月19日から2012年8月31日までラスベガスのアライアで公演されていたシルク・ドゥ・ソレイユのショー。約30曲の代表曲と生前のプレスリーの映像とパフォーマンスを組み合わせた構成となっていた。
- 映画『エルヴィスとニクソン 〜写真に隠された真実〜』Elvis & Nixon（2016年） - プレスリーとニクソン大統領との会合を描いた作品。プレスリーをマイケル・シャノンが演じる。
- ドキュメンタリー映画『The King（原題）』（2017年） - プレスリーのドキュメンタリー。日本未公開。
- 映画『エルヴィス』 Elvis（2022年） - プレスリーの伝記映画。オースティン・バトラーがプレスリーを演じる。
- 映画『プリシラ』 Priscilla（2023年） - プリシラ・プレスリーの自伝『私のエルヴィス』を原作とした映画。ジェイコブ・エロルディがプレスリーを演じる。

### プレスリーに関連した作品
- 映画『フォレスト・ガンプ/一期一会』 - 無名時代のプレスリーがガンプの家に泊まり、背骨の固定装置を足に着けたガンプの動きにヒントを得て独自のステージパフォーマンスを編み出すというくだりがある。また、劇中でガンプの母親が「子どもの見るものではない」と当時のプレスリーに対する親の考えが表されている。
- 映画『ミステリー・トレイン』（ジム・ジャームッシュ） - プレスリーのゆかりの地としてメンフィスを訪れる若い日本人観光客のカップルのエピソードが含まれている。女の子のミツコはプレスリーに心酔している。プレスリーの亡霊が登場したり、ラジオからプレスリーの曲が流れたりもする。
- 映画『プレスリーVSミイラ男』Bubba Ho-Tep（2006年） - 主人公はブルース・キャンベルが演ずるプレスリー。プレスリーは現在も、人知れず南部のとある老人ホームで余生を送っており、1977年に亡くなったのは実はそっくりさんだったという設定。
- ポール・サイモン - 1986年に発表されたアルバム『グレイスランド』、及びそのタイトル曲は、エルヴィスの家の影響を受けている。タイトル曲は、後にグラミー賞を獲得した。
- TVシリーズ『フルハウス』 - 大のプレスリー・ファンであるジェシー・カツォポリス（Jesse Katsopolis）が主役。作品の随所にプレスリー関連のネタが登場する。1度だがラスベガスへ行ったときには「ラスベガス万才」と同じ空撮の映像にジョン・ステイモスが歌った「Viva Las Vegas」が流れる。また、まだ母体の中に居る段階の子供に生まれるまでずっとプレスリーの曲を聞かせようとしたり、子供部屋の装飾を全てプレスリーグッズにしようとするエピソードもあった（結果的には未遂に終わるが）。また初期はプレスリーを模した髪形をしていた。
- TVシリーズ『俺がハマーだ!』- プレスリー似た者コンテストの優勝者が次々と撲殺される事件が起き、おとり捜査のために主人公ハマー刑事がコンテストに出場するエピソードがある。
- ジャック・ウォマックの小説AmbientやElvissey（ともに未訳）で描かれる近未来世界では、プレスリーの復活を信じるE教会（the Chirch of E）という宗教が登場する。Elvisseyでは、E教会の信者たちが、プレスリーのそっくりさんファッションに身を固めて、Elconという集会を開催するシーンがある。
- 映画『トゥルー・ロマンス』True Romance（1993年） - プレスリーのファンである主人公を励ます幻影として登場する。ヴァル・キルマーが演じた。
- 映画『メン・イン・ブラック』 - トミー・リー・ジョーンズが車内でプレスリーの歌をかけるシーンでウィル・スミスが「エルヴィスは死んだんだぞ」と言うと「死んでないよ、故郷の星に帰ったのさ」と返すシーンがある。
- 映画『トラブル IN ベガス』Elvis Has Left the Building（2004年） - エルヴィス・プレスリーのコスプレをした人物が次々に登場し、次々に死んでいく。
- コミック『Elvis』（2012年） - 天国に来たエルヴィスを描いたアメリカン・コミック。脚本はスタン・リー。ハードブック本『Graphic Elvis』に掲載[51]。
- 映画『エルヴィス、我が心の歌』The Last Elvis（2012年） - プレスリーのトリビュートアーティストの物語。
- 映画『スティーラーズ 』Pawn Shop Chronicles（2013年） - プレスリーのトリビュートアーティストが主要人物として登場する。
- 映画『ボス・ベイビー』The Boss Baby（2017年） - プレスリーに扮した何十人もの男が登場する[52]。
- 能『Blue Moon Over Memphis』 - 米国人劇作家Deborah Brevoortによる2001年の英語能作品[53]。エルビスの邸宅グレイスランドを訪れた熱烈な女性ファンの前にエルビスの霊が現れるという作品で、日本語を母語としない能の研究者を中心に結成されている「シアター能楽」により2000年代より米国で演じられている[54][55]。日本の能面師が制作したエルビスの面を使用[54]。
- 映画『リロ・アンド・スティッチ』Lilo & Stitch（2003年） - 主人公リロがプレスリーのファンであり、劇中音楽にプレスリーの楽曲が使用され、スティッチが鬘とファッションでプレスリーに扮してギターを披露する場面がある。

## 日本語文献
※近年刊行の一部。
- ピーター・グラルニック 『エルヴィス伝 復活後の軌跡 1958-1977』三井徹訳 みすず書房、2007年 大著
- アルフレッド・ワートハイマー撮影・文 『エルヴィス・プレスリー 21歳の肖像』夏目大訳 青志社 2007年 大著の写真集
- 『SCREEN特別編集 エルヴィス・プレスリーの伝説』 近代映画社 2005年
- 『文藝別冊 エルヴィス・プレスリー』 ＜KAWADE夢ムック＞河出書房新社 2003年
- ボビー・アン・メイソン 『エルヴィス・プレスリー』外岡尚美訳＜ペンギン評伝双書＞岩波書店 2005年
- 前田絢子『エルヴィス、最後のアメリカン・ヒーロー』角川選書 2007年